# Personaggi di PK

Logo della serie di PK.

Questa voce raccoglie i personaggi dell'intera serie a fumetti della Disney Italia di PK (PK - Paperinik New Adventures, PK², PK - Pikappa, PK - Nuova era, Miniserie di PK su Paperinik Appgrade e DoubleDuck). Le serie si divide in tre continuity distinte.
Quella principale è PKNA, che poi prosegue in PK² e PKNE, dove il Paperinik originale delle storie di Topolino scopre Uno e la Ducklair Tower. PK - Pikappa è un reboot dove tutti i personaggi hanno nuove origini e Paperino non è mai diventato un supereroe prima di incontrare Uno. Infine la miniserie di Appgrade è un universo alternativo dove Uno e Ducklair non sono mai esistiti e Paperinik deve affrontare i nemici storici di PK con l'aiuto di Archimede e zio Paperone.

## Personaggi principali

### Pikappa
Paperinik (chiamato anche Pikappa o PK), è il protagonista dell'omonima saga, l'identità segreta di Paperino da supereroe mascherato.

### UNO
Uno è un'intelligenza artificiale della saga di PK creata da Everett Ducklair per controllare la Ducklair Tower in ogni sua componente. È in grado anche di svolgere compiti complessi e di introdursi nelle reti informatiche.

### Lyla Lay
Lyla Lay è la protagonista femminile della saga, ed è un'affascinante droide creato dalle industrie Eidolon che lavora per la Tempolizia come agente dislocato nel XX secolo, sotto la copertura di giornalista per l'emittente televisiva Canale 00, e amica del cuore di Pikappa.

### Everett Ducklair
Everett Ducklair è un alieno proveniente dal pianeta Corona, marito di Serifa Ducklair e padre di Korinna e Juniper Ducklair. È il creatore delle intelligenze artificiali Uno, Due e il Custode della Camera Omega.

### Angus Fangus
Angus Fangus è un cinico e ambizioso cronista dell'emittente televisiva Canale 00, che si serve dei mezzi d'informazione a sua disposizione per sminuire Pikappa e attaccare pubblicamente il magnate Everett Ducklair.

### Xadhoom
Xadhoom è nata da un esperimento finalizzato a controllare l'energia del Sole ha come unico scopo l'annientamento dell'Impero Evroniano.

### Razziatore
Il Razziatore è un pirata temporale proveniente dal XXIII secolo.

### Odin Eidolon
Odin Eidolon è un androide del XXIII secolo, evoluzione di Uno.

### Lyonard D'Aq
Lyonard D'Aq è il guardiano della Century, una fabbrica abbandonata, ed ex aiutante di un vecchio supereroe scomparso, Astrongman.

### Custode della Camera Omega
Il Custode della Camera Omega, anche noto come Solomon Hicks, è una intelligenza artificiale creata da Everett Ducklair a protezione della Camera Omega, il luogo più inaccessibile della Ducklair Tower.

## Personaggi secondari

### Camera 9
Camera 9 (il cui suo vero nome è Stefan Vladuck) esordì nel numero Zero. Non si sa per quale motivo, ma solitamente non vuole che gli altri vedano il suo volto (non lo mostra nemmeno a Mary Ann Flagstarr che lo interroga in PKNA Speciale 97), quindi porta quasi sempre il "casco da ripresa", che gli lascia scoperto solo il becco. Quando non è al lavoro, o quando il casco è in riparazione, indossa un lungo impermeabile con un cappello a larga tesa che rende visibile solo metà viso. Schivo e taciturno, è spesso oggetto di scherno da parte dei colleghi (in particolare Angus Fangus) che lo considerano alla stregua di una macchina. Paradossalmente, l'unica che lo tratta in modo umano è Lyla Lay, che è un robot. In passato è stato un reporter di successo (come testimoniano le numerose fotografie scattate e appese nella sua abitazione, visibili in alcuni intermezzi in PKNA #3), specializzato in particolare in punti caldi, ovvero Paesi in guerra. In seguito, la gente ha perso interesse per questo tipo di reportage, così Vladuck si è ridotto a fare il cameraman. In PKNA #3 sfiora il grande scoop riprendendo uno scontro tra il Razziatore e la Tempolizia, ma, arrivato in redazione, scopre che la cassetta è vuota, cosa che suscita l'ira del direttore Dan Woodstein. Vladuck scopre che a cancellare il filmato è stata Lyla Lay, così inizia a pedinarla: non scopre il suo segreto, ma riesce a fotografare due Tempoliziotti nell'istante in cui svaniscono. Tuttavia, influenzato dal fatto che la giornalista è l'unica a essere gentile con lui, decide di non indagare oltre e si limita a spedirle foto e negativi in una busta anonima. In seguito coopera in modo molto attivo con Paperinik in PKNA #16, imparando addirittura a maneggiare lo Scudo Extransformer per effettuare una riparazione nella Ducklair Tower. Crede che Uno sia un alieno, ma quest'ultimo lo convince che è solo un'immagine sintetica. Nella terza serie è ancora presente, ma il suo personaggio è molto meno sviluppato che in PKNA. Nel quarto episodio della miniserie PK Tube, per la prima volta il personaggio si mostra con il suo vero volto. Lyla mostra di riconoscerlo, mentre Angus Fangus resta all'oscuro della sua identità.

### Mary Ann Flagstarr
Mary Ann Flagstarr è un'agente della PBI. Suo fratello, Zigfried Flagstarr (detto Ziggy), lavora come fattorino per l'emittente televisiva 00 Channel. Alla sua prima apparizione, in PKNA #4, Mary Ann sembra appartenere agli antagonisti di Paperinik. Collabora infatti con il perfido scienziato Morgan Fairfax al dipartimento per l'ambiente, come capo della sicurezza, ma presto si accorge dell'errore e passa tra gli alleati di Pikappa. I suoi superiori sono il Capitano Nimrod (che appare per la prima volta in PKNA #21) e il direttore della PBI, Alma L. Courier (PKNA #31), con i quali ha un ottimo rapporto professionale. Cocorita di colore dall'aspetto elegante, sobrio e accattivante, nasconde sotto un aspetto da top manager la sua durezza di agente federale. È inflessibile, determinata, ma molto femminile, dalla professionalità irreprensibile: non discute mai gli ordini dei superiori. È cintura nera di kendō e due volte campione nazionale di kickboxing; è infine in grado di pilotare qualsiasi velivolo, compreso lo Shuttle (queste informazioni sono tratte dalla sua "scheda personale", in PKNA #4). Mary Ann ritorna in PKNE #10, dove diviene il nuovo capitano della PBI.

### Xari
Xari è uno scienziato xerbiano che prima dell'invasione del crudele popolo evroniano era fidanzato con Xado, nonché capo in seconda della comunità scientifica di Xerba, il suo pianeta natale. Dopo l'invasione, Xari, insieme con altri eminenti scienziati, venne risparmiato dagli evroniani per la sua conoscenza scientifica. Xari viene rivisto nella serie in concomitanza degli episodi-trilogia di Xadhoom.

### Zigfried Flagstarr
Zigfried Flagstarr, detto Ziggy lavora come fattorino per l'emittente televisiva 00 Channel, ed è il fratello dell'agente PBI Mary Ann Flagstarr. Ziggy è un papero di pelle scura e capelli disegnati simili a dreadlock rasta. Di indole ribelle, è solitamente vestito in modo sportivo e con colori accesi. Nella quarta serie diviene il nuovo direttore del canale doppio zero.

### Mike M. Morrighan
Mike Martinus Morrighan lavora come giornalista televisivo a 00 News, il notiziario dell'emittente fittizia 00 Channel (che, nella serie, è il più importante network di Paperopoli). Un papero di bell'aspetto, vanitoso e narcisista, sempre molto attento alla sua capigliatura e perennemente alla ricerca dello scoop sensazionale. Nel corso della serie sviluppa una accesa rivalità con il collega Angus Fangus, essendo praticamente l'uno l'opposto dell'altro. Si tratta di un personaggio minore della serie, il cui ruolo sale d'importanza solo in rare occasioni. Appare per la prima volta in PKNA #1.

### Tempolizia
La Tempolizia è un'immaginaria forza di polizia che si occupa di controllare il continuum spazio-temporale nella serie a fumetti di Pikappa (PK - Paperinik New Adventures, PK², PK - Pikappa, DoubleDuck e PK - Nuova era). Gli agenti di questa forza vengono chiamati tempoliziotti (Un'immaginaria forza dei poliziotti). I nemici giurati della Tempolizia è l'Organizzazione, corpo che sorveglia il regolare corso della storia.

### Urk
Urk è un personaggio che compare nella saga di PK, è un indiano irochese dei Grandi Laghi, proveniente però da una dimensione parallela. In questo mondo alternativo, una misteriosa popolazione extraterrestre ha reso gli indiani un popolo altamente tecnologico, oltre che esperto in pratiche magiche. Nella terra di origine di Urk, gli indiani combattono una guerra secolare contro i vichinghi, anch'essi tecnologicamente più avanzati di quelli della "nostra" dimensione. Urk si presenta come un papero alto, muscoloso e rozzo, ha un lungo codino nero e possiede una lancia in grado di emettere scariche di energia. Nonostante la sua corporatura possente, Urk è straordinariamente agile, scaltro e di capacità deduttive fuori del comune. Urk fa anche una brevissima comparsa nella terza serie, in PK 031 Sotto zero, dove cercherà di proteggere la base segreta della Robolab dal suo maestro impazzito, purtroppo fallendo e dovendo scappare. In questa saga la sua storia viene riscritta: è un Guardiano della Galassia, che non proviene da un'altra dimensione, ma appartiene a una razza aliena sterminata mille anni prima dagli evroniani, guidati dal comandante supremo Gorthan. Il suo popolo è quello dei thoriani, esseri immuni alla coolflamizzazione, che hanno l'abilità di trasformarsi nei loro animali totemici fatti di pura energia. L'animale totemico di Urk è un orso.

### Clint E. Westcock
Clint E. Westcock è un personaggio immaginario della serie a fumetti Disney Italia PK - Paperinik New Adventures, PK - Pikappa e PK - Nuova era. Il colonnello Westcock è un ufficiale dell'esercito degli Stati Uniti d'America, fa parte del Dipartimento. 51 (parodia della famosa Area 51) con il grado di Colonnello. Westcock è uno dei personaggi più importanti dell'intera serie PKNA e PKNE, e anche uno dei comprimari che subisce una trasformazione caratteriale molto radicata, passando da "quasi rivale" di Pk all'essere un suo alleato. Nelle sue prime apparizioni ci appare come un soldato ligio al dovere e agli ordini dei suoi superiori, spietatamente freddo e severo con i suoi sottoposti. Inoltre è duro, arrogante, spaccone e facile all'ira. Il suo nome è quasi ispirato all'attore Clint Eastwood. Il suo stile da militare sono più o meno simili al Generale Ross (Marvel Comics) e il Comandante (Sonic the Hedgehog).

### Abraham Lincoln Wisecube
Abraham Lincoln Wisecube è un personaggio immaginario delle serie PK - Paperinik New Adventures e PK - Pikappa. Wisecube è il primo e più giovane afroamericano uscito dall'Accademia di North Point che sia riuscito a raggiungere il grado di generale dell'esercito degli Stati Uniti d'America. Negli albi PKNA #6 e PKNA #9 guida la divisione armamenti speciali, detta anche Dipartimento 51 e si scoprirà che ha addirittura partecipato ad alcuni incontri di pace con gli evroniani, che sono comunque sempre stati nascosti all'opinione pubblica. Tra Uno e Wisecube ci sono stati degli sporadici contatti via Internet. Wisecube sembra fidarsi dell'intelligenza artificiale, palesatasi solo come un hacker, al punto da disattivare i sistemi di sicurezza del server del Dipartimento 51 per consentire a Uno l'accesso. In una successiva avventura inganna Pikappa al fine di rendere pubbliche le trattative tra evroniani e militari ma l'eroe scoperta le verità si rifiuta di collaborare e intanto Clint E. Westcook promosso a nuovo capo del Dipartimento 51 fa portare via Wisecube. In seguito non appare più ma in uno scambio di battute tra Pikappa e Westcock si scopre che Wisecube starebbe meditando di candidarsi alla presidenza degli Stati Uniti.

### Mortimer Bloom
Mortimer Bloom è il burbero e severo capo della Starcorp, che lavora al Duckmall Center ed è uno dei protagonisti della seconda serie.

### Rupert Potomac
Rupert Potomac lavora al Duckmall Center nei panni di Starcorp, ovvero come agente di sorveglianza, ed è uno dei protagonisti della seconda serie. Dal fisico possente e muscoloso, è caratterialmente molto gentile, simpatico e altruista. Ha una cotta per la dolce Stella Nice ma essendo molto timido e impacciato con lei si farà aiutare in più occasioni dal generoso collega Paperino nel maldestro tentativo di farle la corte. In Affari di famiglia riuscirà a confessare finalmente il suo amore a Stella e i due decideranno di sposarsi.

### Stella Nice
Stella Nice è una dei protagonisti della seconda serie, è una papera che lavora al Duckmall Center come commessa dei grandi magazzini Barney & Benson. È una ragazza dolce, sensibile, gentile, graziosa e intelligente ma anche di tanto in tanto ingenua che non si accorge delle attenzioni di Rupert Potomac, considerandolo per quasi tutta la serie solo un amico. Ha una buona relazione anche con Paperino, e alcuni indizi hanno fatto pensare a Rupert che andasse ben oltre alla semplice amicizia. Il suo oscuro e misterioso passato viene svelato in PK² 8 dove si scopre la triste esperienza riguardante Lucas, il suo ex fidanzato. In Affari di famiglia, Rupert riuscirà a confessare finalmente il suo amore a Stella e i due decideranno di sposarsi.

### Tempest Gale
Tempest Gale è una dei protagonisti della seconda serie. Tempest lavora al Duckmall Center nei panni di Starcorp, ovvero come agente di sorveglianza. Si dimostra una ragazza molto decisa e mascolina, ed è a volte l'unica a controbattere apertamente l'arrogante collega Fitzroy. Ama la musica come il metal e va in giro in moto. Il personaggio viene approfondito in PK² 14 - L'ultima caccia, dove si scopre qualcosa sul passato tormentato e nascosto della ragazza. Il suo stile di grinta e dura dal cuore tenero è molto simile fisicamente e caratterialmente all'investigatrice Patty Ballestreros (protagonista femminile della saga Mickey Mouse Mystery Magazine).

### Dunia Voyda
Dunia Voyda è una giovane e affascinante imprenditrice, scienziata e filantropa che gestisce la società della Reboot nella Ducklair Tower, dopo la scomparsa e l'assenza di Everett Ducklair e di Solomon Hicks (il Custode della Camera Omega), e viene anche nominata e definita da Paperino come la "Everett Ducklair al femminile". La papera è apparsa per la prima volta nella storia della serie PK - Nuova era, intitolata La danza del ragno d'oro, su Topolino Fuoriserie. Dunia avrà svariari incontri con Pikappa, di cui cerca anche di scoprire i segreti. Nella sua ultima apparizione si scoprirà che sarà la stessa Dunia Voyda in un futuro imprecisato è destinata a creare i principi per il viaggio nel tempo.

### PK-Corps
I PK-Corps (o presumibilmente i PKorps) sono un gruppo di ribelli e nuovi alleati di Paperinik, apparsi nella serie di PK su Topolino Fuoriserie. Essi sono:
- Hellenoire la spietata è una contrabbandiere molto fredda, ruvida e tosta del pianeta Shikaar, apparsa nella serie di PK su Topolino Fuoriserie.
- Klums è un contabile tecnorganico del pianeta Shikaar, apparso nella serie di PK su Topolino Fuoriserie.
- Chinook è un cuoco del pianeta Shikaar, apparso nella serie di PK su Topolino Fuoriserie.
- Ed (inizialmente Senzanome) è un feroce e forzuto campione di Hellenoire dal pianeta Shikaar, apparso nella serie di PK su Topolino Fuoriserie.

### Guardiani della Galassia
I Guardiani della Galassia sono un gruppo immaginario che appare nella serie PK - Pikappa. Secondo quanto affermato da Uno i Guardiani sono un ordine millenario formato da quelli che definiremmo supereroi. In Pikappa 032 vengono narrate le origini dei Guardiani: Sefran e Olotharion, due alieni le cui razze erano in guerra, cooperando si salvarono da una minaccia letale, decidendo, scampato il pericolo, di fondare il gruppo di controllori galattici. Il loro compito è proteggere il proprio pianeta da eventuali nemici, ma, soprattutto sconfiggere i perfidi Evroniani, i loro più acerrimi nemici: nel primo numero del fumetto, Paperino viene arruolato come Guardiano e assume l'identità segreta di Paperinik. Oltre ai vari Guardiani disseminati sui pianeti, questa organizzazione dispone anche di basi orbitanti e navi spaziali e sembra l'unica forza militare capace di opporsi a Evron. Sembra essere un'organizzazione prettamente difensiva, tranne rare occasioni in cui ha attaccato Evron nei suoi territori. Nel corso della serie è stato sempre più evidente lo scarso senso di responsabilità dei Guardiani, disposti a tutto pur di raggiungere il loro fine: esempio lampante e la creazione dei Guardian Drone, l'arma definitiva contro gli evroniani. Droidi talmente spietati che il consiglio dei Guardiani decise di eliminarli. L'attuale comandante in capo dei capi dei Guardiani è il generale Azinuth. È ispirato al Corpo delle Lanterne Verdi (DC Comics), ai cavalieri Jedi (Star Wars) e il nome del supergruppo è copiato dai Guardiani della Galassia (Marvel Comics).

#### Azinuth
Azinuth è il generale supremo e capo dei capi dei Guardiani della Galassia. Appare solo nella terza serie.

## Antagonisti

### Evroniani
L'Impero Evroniano è un popolo dei parassiti e infidi alieni. Evron è sia un personaggio che un pianeta; il pianeta è governato dall'imperatore Evron che generò la stirpe per sporulazione, nutrendosi di ogni altra forma di vita del pianeta fino a portarle all'estinzione. Esaurite le risorse dal pianeta, gli Evroniani furono costretti a colonizzare altri pianeti. A tal scopo, lo scienziato Agron inventò l'Evroncannon, un'arma che assorbiva l'energia vitale delle vittime, sotto forma di emozioni, e la immagazzinava per nutrirsene in un secondo momento. Durante l'esplorazione dell'universo, una squadra di Evroniani giunse sulla Terra dove si scontrarono contro Paperinik, che li sconfisse. Successivamente gli Evroniani finsero di scendere a patti con i terrestri, stipulando un trattato di pace per prendere tempo in attesa di colonizzare la Terra. Seguirono poi altri tentativi di Evron di riprendere l'invasione attraverso una serie di attacchi che furono però respinti da Paperinik grazie anche alla collaborazione di altre specie aliene oppresse da Evron. Seguirono scontri, tradimenti e capovolgimenti di fronte fino a quando, il pianeta collassò per mancanza di energia ed esplose, uccidendo tutti gli Evroniani al suo interno e ponendo fine all'impero evroniano. I pochi superstiti firmarono un trattato di pace con la Terra e si allontanarono per costruire altrove una nuova civiltà. Gli Evroniani sono i principali antagonisti della serie (completamente assenti in PK²).
- Gli Evroniani sono una popolazione extraterrestre del pianeta Evron; sono parassiti che si nutrono delle energie emotive e cerebrali delle forme di vita intelligenti, a cui danno la caccia esplorando l'universo a bordo di una flotta spaziale gigantesca, il cui campo base è costituito dal pianeta-astronave Evron, noto come il Cuore dell'Impero Evroniano. Hanno l'aspetto di paperi umanoidi magri, solitamente di colore viola, di altezza variabile a seconda della casta, dal metro e cinquanta cira di un soldato ai tre metri minimo di un imperatore (ciò varia molto anche tra ogni disegnatore), dalla schiena curva. Non hanno collo ma la testa – su cui spiccano due occhi completamente azzurri – poggia direttamente tra le magre spalle. La società evroniana è divisa in tre caste chiuse i cui membri non possono disobbedire ad ordini provenienti da membri di una casta superiore.

- Evron XI5 (Evron Undicesimo alla Quinta), noto anche semplicemente come Evron oppure il Grande Evron, è l'imperatore degli Evroniani. Appare come un colossale evroniano bicefalo, dalla corporatura massiccia e dall'abito rosso. La sua prima testa e il suo scettro sono in grado di lanciare raggi energetici di notevole potenza, mentre la sua seconda testa è capace di parlare. Il grande Imperatore Evroniano contro cui si scontra con Pikappa nella prima serie, muore nella battaglia finale quando Xadhoom si trasforma in una supernova e distrugge il planetoide Evron e tutti coloro che erano al suo interno.

- Zondag è un generale evroniano più volte assegnato al compito di assaltare la Terra e immancabilmente sconfitto dal Diabolico Vendicatore. Spietato e temuto alieno dal timbro vocale gelido e profondo, il vulcanico Zondag riesce comunque a controllarsi e a mantenere la lucidità necessaria per far fronte a qualsiasi emergenza. Si esalta davanti a difficoltà e situazioni pericolose, e subordina le sue capacità decisionali alle direttive ricevute dal consiglio imperiale. Pari, in quanto a potere, solo al Sommo Zotnam e all'Archiatra Zoster. In PKNA #1 è a capo dell'incrociatore evroniano in orbita attorno a Venere, che verrà fatto esplodere da Xadhoom dopo che Paperinik avrà liberato Angus Fangus. Zondag è l'unico evroniano che diviene l'arcinemico di PK. Il personaggio è apparso anche come antagonista principale e boss finale nel videogioco Chi è PK?, e viene doppiato da Robert Davi e in italiano da Rodolfo Bianchi.

- Zoster è un archiatra capobranca scientifica evroniano, Zoster incontrerà più volte PK senza mai scontrarsi direttamente. È uno ieratico alieno dalla corporatura compatta e nervosa, e dal timbro vocale pacato, che non ammette repliche. Le sue facoltà intellettive sono elevate, esclusivamente dedicate ai suoi esperimenti scientifici. Risponde direttamente al consiglio imperiale, del quale fa parte, come Rappresentante Supremo degli Archiatri. Zoster è apparso anche come uno degli antagonisti e primo boss nel videogioco Chi è PK?, e viene doppiato da Danny Rutigliano e in italiano da Oliviero Dinelli (stesso doppiatore del supereroe mascherato Darkwing Duck nell'omonima serie animata del 1991 e nell'ultimo episodio della seconda stagione della serie reboot DuckTales).

- Gorthan è un capo branca scientifica che compare per la prima volta in PKNA #10, dove rivela di essere il responsabile della trasformazione del generale Trauma in un mutante, che decide di mandare sulla Terra per sconfiggere Paperinik. Gorthan è un personaggio particolare che appare in tutte e tre le serie di PK (anche se nella terza ha solo un ruolo minore); il capo-branca si dimostra un individuo molto colto e bramoso di conoscenza, tanto da subire per questo una mutazione che gli fa provare alcune rudimentali emozioni, per questo è scacciato dagli altri evroniani e si allea brevemente con PK. Si scopre essere dallo Speciale 99 il comandante evroniano che guidò la conquista di Xerba. Nella seconda stagione diventa uno dei capi supremi evroniani data l'assenza dell'imperatore.

- Zotnam è un evroniano bicefalo di casta alta e comanda la Nave Madre di stanza nel sistema solare, presso l'asteroide 944 Hidalgo. Il suo grado effettivo non è mai esplicitato negli albi, ma appare essere comunque superiore a quello di generali, capi-branca e ammiragli, sui quali comanda; è uno dei 111 membri del Consiglio Imperiale e dimostra di avere un aspetto molto simile all'imperatore evroniano.

- Grrodon è un alieno evroniano capace di mutare il proprio aspetto in modo da assumere l'aspetto di chiunque voglia. Appare per la prima volta in PKNA #5, la prima avventura nel futuro per PK. Riappare molto tempo dopo ma cronologicamente nella sua prima apparizione quando il capo-branca Zeron lo lascia sulla Terra, mentre Zeron conduce gli evroniani rimasti lontano dal sistema solare. Nella terza serie diventa uno dei principali antagonisti.

- Trauma è un terribile generale evroniano che subisce delle profonde mutazioni dopo essersi sottoposto volontariamente a dei pericolosi esperimenti condotti da Gorthan. Le sue caratteristiche per l'ossessione della paura lo ricordano praticamente allo Spaventapasseri (della DC), nemico di Batman. Non si conosce quale sia stata la sorte di questo evroniano, più avanti ricompare in PKNE #6, dove viene liberato dal suo vecchio nemico Pikappa nel Pozzo, e i due stipulano una tregua per sconfiggere Moldrock e i suoi guerrieri dell'Orda nella città di Paperopoli, e dopo la vittoria promette almeno a Pikappa di rigare dritto prima di partire con i Predoni Grozsnaz. Successivamente Trauma è ricomparso in PKNE #11 in cui ritorna volontariamente nel Pozzo, dopo che lo ha abbandonato i predoni, dove si allea con Kora e i suoi sgherri così che potesse separare la sua "razza" e di regnare con la paura. Stavolta si confronta nuovamente con il suo stesso nemico Pikappa e si scatena ancora contro le sue stesse paure in quanto ha un conto in sospeso dalla prima volta che si sono scontrati, ma alla fine viene pesantemente sconfitto da un nuovo impavido alleato del supereroe mascherato, Kilborg.

- Agron è uno dei primi soldati evroniani affrontati da Pikappa nel primo numero, sergente della prima squadra di invasione viene alla fine sconfitto da Paperinik.

- Kergan è il comandante evroniano a capo della spedizione di invasione in Nuova Zelanda (PKNA #7). Determinato a non fallire per non deludere i supremi superiori, fa massimo uso delle pattuglie a sua disposizione per attaccare ed eliminare PK in qualsiasi occasione gli si presenti. Vistosi respinto l'attacco portato al supereroe nei pressi del villaggio di Cape Dominion, decide di abbandonare la missione assegnatagli.

- Zargon è un generale evroniano dalla corporatura imponentemente atletica e dall'aspetto aggressivo. Il suo timbro vocale è stentoreo e le sue facoltà intellettive sono notevoli. Viene incaricato da alcuni membri militari del Consiglio Imperiale di supervisionare l'invasione di Cape Dominion ma viene infine sconfitto da PK.

- Argon è un alieno evroniano con il grado di ammiraglio. Argon è il comandante del Centurian, un incrociatore Evroniano divenuto leggenda, poiché ha combattuto vittoriosamente in una battaglia che poteva capovolgere il corso della storia di Evron. Il Centurian, tuttavia, è ormai obsoleto e malfunzionante, caduto nel dimenticatoio. Argon appare solo in PKNA #25.

- Vraakon è un supervisore evroniano che appare solo in PKNA #27. Quando i grilkiani giungono sulla Terra, Vraakon si offre di aiutarli in nome dell'esercito evroniano, facendogli stanziare nel deserto del Sahara. In realtà Vraakon intende prosciugare le risorse energetiche grilkiane. Il suo piano è mandato all'aria da Paperinik e dal colonnello Neopard.

- Raghor è un terribile alieno evroniano, modificato geneticamente tramite un incrocio tra il genoma evroniano e quello delle misteriose "bestie di Ranghar", per renderlo più forte degli altri alieni della sua specie; i mutanti però sono privi dell'obbedienza della specie originale e ciò spinge Raghor a scontrarsi e ribellarsi all'anziano generale Zortag, che vorrebbe la preservazione della vecchia razza evroniana. Nell'attaccare la Ducklair Tower per sconfiggere Pikappa e dimostrarsi superiore ai vecchi evroniani è chiamato terrorista dalla gente e dimostra di apprrezzare l'appellativo.

- Sputhon è basso, tozzo e particolarmente stupido, tende a parlare a sproposito e a fare commenti banali: nonostante ciò, fa addirittura parte dell'entourage di Zotnam, in quanto raccomandato dall'Imperatore in persona. Questo non impedisce a Zotnam di punirlo con i suoi raggi di energia quando dice una stupidaggine. Una sola volta Sputhon dimostra di essere più attento dei suoi simili: quando, in PKNA #30, riconosce in Due lo stesso nemico già affrontato in PKNA #8.

- Kravenn è un evroniano mutaforma, in grado di assumere le sembianze di chiunque, creato da Gorthan. Geneticamente predisposto per la caccia, appare solo in PKNA Speciale 99, dove il suo creatore gli ordina di catturare i consiglieri xerbiani Xarmin e Xarion. Kravenn coolflamizza il primo e, dopo una lunga caccia, si scontra con il secondo a bordo di una navetta di salvataggio, tra gli anelli di Saturno.

- Monodon è un evroniano, riveste il ruolo di ammiraglio e comandante dell'incrociatore Zermatt. Appare solo in PKNA #35 dove è impegnato in primo piano nel progetto per l'eliminazione di Xadhoom, dovendo attirare l'aliena e intrappolarla nella camera di ergomissione della propria nave. Il piano, però, viene mandato a monte da Paperinik.

- Zreek è un tecnarca dell'Impero Evroniano.

- Zorgon è un generale evroniano e il rivale di Zondag, assume il comando dell'armata evroniana dopo la presunta scomparsa di Zondag, in Pk - Pikappa 017. Abile stratega, ligio al dovere e agli ordini dei superiori, dimostra tuttavia l'esistenza di forti rivalità per il potere nella società evroniana: impedisce, infatti, il ritorno di Zondag, per non perdere il comando.

- Sekthron è un grosso evroniano potenziato e geneticamente modificato con tutte le spine nel corpo, e sul petto di un misterioso simbolo: il Raggio Nero. È uno dei guerrieri potenziati creati da Grrodon per la sua invasione poi potenziato dal Raggio Nero che serve Moldrock. Riesce a fuggire dall'universo pentadimensionale di Everett Ducklair ma verrà fermato da Pikappa, dal Custode della Camera Omega, Raksaka e Thala, per essere ricacciato nell'universo pentadimensionale e venire assorbito senza pietà dal potentissimo tiranno del pianeta Corona. Appare in PKNE #3.

- Bonton, noto anche come il supremo assoluto F-F, è il capo di una colonia superstite alla distruzione dell'impero. Viene ingannato da PK che lo convince di essere il più grande alleato dell'Impero Evroniano. Muore dopo essere diventato una spora quando il planetoide cade nel sole. Appare in PKNE #5.

- Karkadon è uno degli archiatri capi-branca scientifici dell'Impero Evroniano. Appare in PKNE #6 in cui sopravvissuto alla fine dell'Impero si allea con Grrodon per conquistare la Terra.

- Tuiroon è uno spietato e ambizioso agente segreto evroniano di alto rango con il suo esercito personale, i Decimator. Tuiroon viene rinnegato dai suoi simili per la via della sua megalomania, decide infatti di far rinascere una nuova razza evroniana, ancora più potente e invincibile di quella precedente, divenendo dapprima il loro supremo comandante e autoproclamandosi in seguito addirittura loro Imperatore, dopo aver usato Pikappa con i poteri dei Galaxy-Gate per i suoi propri scopi. L'evroniano mutante è l'antagonista principale della Saga dei Galaxy-Gate su Topolino Fuoriserie.

- La Spora Alfa è il leader supremo delle Spore, antichi e primordi evroniani nel pianeta preistorico Shikaar, apparso per la prima volta nella serie di PK su Topolino Fuoriserie.

- I Coolflame sono schiavi dell'Impero Evroniano, vengono privati delle emozioni, che sono usate come energia per le navi evroniane e come nutrimento per gli stessi alieni. Il risucchiamento delle emozioni avviene tramite le evrongun, simili a futuristiche pistole. I Coolflame si riconoscono dallo sguardo assente, privo di espressioni emozionali, e la testa circondata da un fuoco azzurro. I coolflame, all'interno della società evroniana, vengono anche utilizzati come schiavi. Si tratta degli abitanti dei pianeti conquistati dagli evroniani; un chiaro e triste esempio sono gli abitanti del pianeta Xerba. Il supercomputer Uno ha notato che il processo di coolflamizzazione può causare delle alterazioni nell'aspetto del soggetto: in un episodio Xadhoom crede di avere ritrovato il suo vecchio amore Xari, mentre in realtà il coolflame in questione non è nemmeno uno xerbiano. Nell'episodio PKNA #37 - Sotto un nuovo sole Paperinik si ritrova su un incrociatore evroniano e si finge coolflame per cercare di liberare Xadhoom, riuscendo ad agire tranquillo poiché gli evroniani ignorano i coolflame, e nello stesso episodio gli scienziati xerbiani riescono a scoprire un modo per de-coolflamizzare in massa tutti i coolflame di Evron (il processo, piuttosto doloroso, provoca attrito), portando così il pianeta, e insieme l'impero, alla rovina. Particolarmente i coolflame lanciano frecce di fuoco azzurro e non sono in grado di affrontare imprevisti. A Paperopoli vivono diversi semi-coolflame: Sam Plot, Sean LeDuck, Brad Van Beck, Norman Bates Russel e il suo cane Buck.

### Organizzazione
L'Organizzazione è una grande, potente associazione criminale del XXIII secolo per la quale lavorano molti personaggi che appaiono nella saga di PK, e sono uno dei principali antagonisti della prima serie. Viene debellata in PKNA #43 - Tempo al tempo. Pikappa si scontra nuovamente con i nuovi cronocriminali in PKNE #2 - Gli argini del tempo. In PKNE #4 - Timecrime si scopre che a fondare l'Organizzazione nel XXIII secolo è stato Axel Alpha, ex Agente Zero dell'Agenzia, con l'aiuto di John Konnery, discendente di Kay K e tempoliziotto corrotto, dal nome in codice Agente T32. Il nome è ispirato all'omonima Organizzazione, attiva nel XXI secolo. Scopo di questa associazione per delinquere è l'utilizzo illegale della cronavigazione per ottenere ricchezza e potere: il nome, apparentemente banale e generico, sta ad indicare che l'Organizzazione è unica nel suo genere. L'attività più appariscente sono i furti su commissione, solitamente di opere d'arte o tesori sottratti dalle più diverse epoche. Talvolta, il cartello mira anche a modificare avvenimenti storici a proprio vantaggio. Il suo centro di comando si trova in un luogo imprecisato della Terra del XXIII secolo. È comandata da un Triumvirato composto da un grosso rapace (più massiccio ancora del Razziatore), una donna bruna e un papero cyborg: i nomi di questi personaggi non sono noti, né è chiaro se siano veramente i capi supremi. Nella storia Gli argini del tempo, il comando dell'Organizzazione è in mano a un secondo Triumvirato, composto sempre da un papero cyborg, una papera e un grosso rapace. Tra i membri dell'Organizzazione spiccano i cronopirati Razziatore, Kronin e il Grifone, il tecnico Vostok e i droidi Newton, FH451, Thorben e Mantis. Nemici giurati dell'Organizzazione è la Tempolizia, corpo che sorveglia il regolare corso della storia. I più famosi personaggi dell'Organizzazione apparsi nelle serie sono:
- Il Primo Triumvirato (chiamato dal Grifone il Consiglio in PKNA #34) è costituito da un grosso rapace (più massiccio del Razziatore), una donna e un papero cyborg; la leader femminile è sicuramente la più brillante, spietata, vendicativa e intraprendente dei tre.

- Il Secondo Triumvirato assume il comando dopo l'arresto dei vecchi leader e cerca di riportare in auge la pirateria temporale. Come il primo triumvirato, anche questo è composto da una papera, un papero cyborg e un grosso rapace (unico dei sei boss di cui si conosce il nome, Hanab).

- Il Terzo Triumvirato è tale solo in senso cronologico, per ordine di apparizione: in realtà è il Triumvirato Originale, il primo Consiglio, composto dai fondatori dell'Organizzazione: Axel Alpha, John Konnery e Velena Thorn. Crolla ben presto per liti intestine e giochi di potere.

- Deugemo è Due in un corpo di droide nel futuro alternativo generato dalla morte del Razziatore in PKNA #34 l'Organizzazione ha salvato Uno dalle macerie della Ducklair Tower, donandogli un corpo e ottenendo così Odin Eidolon. All'interno del suo software i tecnici trovarono Due, creando un corpo anche per lui e ottenendo così Deugemo. I due però si coalizzarono, scalzando il vecchio triumvirato e prendendo il potere.

- Kronin è molto simile al personaggio del Razziatore, infatti è anch'egli un possente rapace - cyborg con placche metalliche su tutto il corpo, ed è apparso nella prima serie di PK. Si distingue da questo per il piumaggio di colore nero e per la maggior possanza. L'acerrimo nemico del Razziatore, un criminale che fa parte della spietata Organizzazione, potente lobby di cronopirati (pirati temporali) cacciati dalla Tempolizia. Secondo PKNA #33, sarebbe stato il primo agente dell'Organizzazione ad essere identificato con il nome in codice di Razziatore. Era inoltre considerato il numero uno nel suo campo fino a quando non venne tradito dal numero due (ovvero il personaggio che fin da PKNA #0/2 si presenta come Razziatore), in seguito a questo venne catturato dalla Tempolizia e rinchiuso in una cella cronostatica di Time Ø. Kronin diviene come uno dei principali antagonisti della terza serie, e prende il posto del Razziatore come cronopirata principale. Ha un gruppo spietato di pirati spazio-temporali ai suoi ordini, noto come i Razziatori.

- Il Grifone è l'alter ego malvagio di Trip dell'Organizzazione. Il Grifone è un agente dell'Organizzazione che compare solo nel futuro alternativo di PKNA #34 Niente di personale. È una possibile versione adulta di Trip, il figlio del Razziatore.

- Newton è un imponente droide del XXIII secolo, al servizio dell'Organizzazione, dotato di una notevole potenza di fuoco. Si contraddistingue per gli occhiali da sole, che rompe puntualmente (il quale se li aggiusta in fretta), e un'orribile cravatta verde con rane fucsia, che evidenzia il suo pessimo gusto nel vestirsi. Newton è un personaggio serio, un po' tonto e impaziente, ricorre frequentemente alle maniere forti per risolvere le situazioni, non conoscendo minimamente la delicata arte della diplomazia.

- Vostok è un personaggio immaginario delle serie a fumetti di PK - Paperinik New Adventures. È il principale tecnico dell'Organizzazione, deputato alla sorveglianza del continuum spazio-temporale.

- FH451 è un droide proveniente dal futuro: inviato dall'Organizzazione, la sua missione è quella di rintracciare il traditore noto come Razziatore, ucciderlo e recuperare la preziosa Coppa di Luce. FH451 è alta, massiccia e dotata di numerosi tentacoli, ma può mutare il proprio aspetto (nonché le proprie dimensioni), in modo da sembrare innocua e non destare sospetti. La sua arma più potente è un grosso missile che nasconde nel petto. Il suo nome ricorda il titolo del romanzo Fahrenheit 451 di Ray Bradbury. In PKNA #18 FH451 sembra conoscere l'identità segreta di Paperinik, sebbene in PKNA #14 un altro droide dell'Organizzazione, Newton, è costretto ad inscenare un conflitto a fuoco per contattare il supereroe.

- Axel Alpha, anche noto come l'Agente Zero, è un personaggio immaginario delle serie a fumetti DoubleDuck e PK - Nuova era. È l'ex agente numero uno dell'Agenzia oltre che l'ex fidanzato di Kay K e comunque è uno dei nemici delle due identità segrete di Paperino: DoubleDuck e Paperinik. Forse per perseguire scopi personali più remunerativi, ha deciso di abbandonare l'Agenzia e diventare un agente mercenario, pronto a vendere i suoi servigi e segreti al miglior offerente. Per i suoi colpi usa i vecchi gadget dell'Agenzia, che sono diventati il suo marchio di fabbrica. In PKNE #4 - Timecrime si viene a scoprire che utilizzando la tecnologia di un cronopirata temporale, che era restato bloccato nel XXI secolo, Axel Alpha si ritrova imprigionato in un futuro prossimo, senza possibilità di far ritorno indietro nel tempo o arrivare nel XXIII secolo, ma decide di approfittare della situazione per creare nel futuro la sua versione dell'"Organizzazione" (intesa la rete spionistica criminale internazionale antagonista principale di DoubleDuck, ma che viene alla fine sconfitta dall'Agenzia del XXI°). Questo comporterebbe, che in realtà, Alex Alpha è il vero fondatore dell'Organizzazione del XXIII secolo. In PKNE #10 si scopre che è divenuto un cyborg con occhio bionico a destra. Il personaggio è riapparso nuovamente nella storia Il principio di Voyda su Topolino Fuoriserie.

- John Konnery, noto anche come l'Agente T32, è un tempoliziotto corrotto, spietato e doppiogiochista, impegnato in furti temporali su commissione. Nella sua storia d'esordio, rimasto bloccato nel XXI secolo dopo uno scontro con Lyla Lay e Kay K, si allea con l'agente Axel Alpha, alias l'Agente Zero, uno dei nemici di Pikappa e di DoubleDuck.

- Velena Thorn, soprannominata Lena, è una scaltra e infida cronocriminale del XXIII secolo: ha accolto John Konnery e Axel Alpha nel futuro formando con loro la prima Cupola dell'Organizzazione. Appare in PKNE #10.

### Due
Due è uno dei principali antagonisti della prima serie. Non compare nella seconda serie, mentre fa una breve apparizione nel reboot PK - Pikappa. Si tratta di un'intelligenza artificiale creata da Everett Ducklair come elaboratore di riserva per la gestione della Ducklair Tower nel remoto caso in cui Uno si fosse guastato. A differenza di quest'ultimo però, Due è malvagio e non riesce a sopportare di essere solo il secondo e cerca perciò di eliminare il fratello gemello per prenderne il posto. Il lungo periodo di inattività passato nell'attesa di un improbabile guasto del server principale ha tuttavia arrecato profondi disturbi alla sua personalità, favorendo lo sviluppo di un ego smisurato e di una smodata sete di dominio. Nel corso delle sue apparizioni Due mostra i segni di una monomania ossessiva volta all'eliminazione di Uno, da lui identificato quale principale ostacolo al suo desiderio di autoaffermazione nel mondo reale. Nel corso della serie, la malvagia intelligenza artificiale cercherà più volte di eliminare sia Uno sia Paperinik, venendo sempre sconfitto ma mai definitivamente annientato.

### Morgan Fairfax
Morgan Fairfax è uno scienziato che lavora per il Dipartimento dell'Ambiente (ministero immaginario degli Stati Uniti d'America), ma in realtà porta avanti anche progetti segreti personali. All'apparenza benevolo e gentile con tutti, si dimostra quasi spietato nel portare avanti il "Progetto Pangea", che darà nuova luce all'umanità, implicando però il sacrificio di milioni di persone. Sebbene nel corso della serie la sua diventi un'ossessione, Fairfaix non cade mai completamente nello stereotipo dello scienziato pazzo.

### Nebula Faraday
Nebula Faraday è una fanatica in materia di UFO. In PKNA #7 e si proclama profeta dei "Signori Cosmici" (in realtà si tratta degli Evroniani), a suo dire esseri benevoli intenzionati a fondare un loro regno sulla Terra. Grazie alla sua dialettica riesce a convincere gli abitanti māori di Cape Dominion, il luogo di origine di Angus Fangus in Nuova Zelanda, a prepararsi a diffondere l'annuncio della venuta degli alieni.

### Korinna Ducklair
Korinna Ducklair è una delle due figlie di Everett Ducklair (l'altra è Juniper Ducklair). Possiede poteri mentali molte elevati, essendo in grado di far manifestare le peggiori paure dell'avversario e di piegarlo al suo potere. Diversamente dagli altri abitanti del pianeta Corona, è malvagia. Korinna è la vera antagonista principale della seconda serie e farà anche la sua ricomparsa nella quarta serie.

### Juniper Ducklair
Juniper Ducklair è una delle due figlie di Everett Ducklair nonché sorella minore di Korinna Ducklair (l'altra è Korinna Ducklair). È una dei principali antagonisti della seconda serie e farà anche una breve comparsa nell'ultimo episodio della terza serie, compresa anche nella quarta serie. Come tutti i membri della famiglia Ducklair è un'aliena proveniente dal pianeta Corona.

### Birgit Q
Birgit Q presente nella serie PK² e PK - Pikappa. È alle dipendenze di Everett Ducklair come Deputy Managing Director della Ducklair Enterprise. Laureata in economia e commercio alla New Chesterfield Midtown University e con un dottorato presso la Toriyama School of Business, è stata in passato Vicepresidente della divisione Eastern Pacific High Tech Development della Ducklair Enterprise. Papera atletica e dal carattere duro, freddo e deciso, svolge incarichi spesso pericolosi, che la portano a scontrarsi più volte contro Paperinik. Ha continui scontri verbali con il collega di lavoro Anymore Boring. In PK - Pikappa la storia di Birgit cambia anche se il personaggio mantiene gli stessi tratti essenziali. Qui lavora genericamente come dirigente della Robolab, società di robotica. Nella sua prima fugace apparizione, Allarme, è lei stessa a svelare di avere dei superiori che, comunque, non compariranno. Utilizza di sua iniziativa, comunque, ampi poteri. La sua figura è molto più ambigua rispetto alla serie precedente: sembra anche avere intessuto relazioni ambigue con la malavita paperopolese e appare molto spregiudicata nel cercare di fare soldi in ogni modo, anche mercanteggiando tecnologie di provenienza aliena. Nella linea temporale alternativa di PK 032 The end?, infine, lavora per Angus Fangus a 00 Channel. Viene coolflamizzata durante l'attacco evroniano alla Ducklair Tower.

### Fitzroy
Fitzroy è il freddo e arrogante collega della Starcorp, che lavora al Duckmall Center ed è uno dei peggiori rivali di Paperino e di Tempest Gale, apparso nella seconda serie.

### Vulnus Vendor
Vulnus Vendor è uno dei principali antagonisti nella terza serie di Pikappa. Fa la sua prima apparizione nella storia Giorni di un passato presente. Vendor è uno scienziato pazzo che crea grossi macchinari o mutanti con l'intento di instaurare un nuovo ordine mondiale basato sull'assenza del denaro e del commercio. Vulnus ha subito varie sconfitte da Paperinik anche grazie all'aiuto di Uno, di Lyla Lay e di Lyonard D'Aq. Lyo ha raccontato che molto tempo fa Vendor è stato sconfitto da Destroyer Duck, il cui braccio destro era Destroyer Kid (alias Lyonard D'Aq da giovane). Qualche volta ha addirittura collaborato con Pk ad esempio facendo ritornare normale Lyo dopo averlo trasformato in mostro. In un altro caso (in un'altra dimensione, dove Paperino non era ancora Pk), gli Evroniani attaccano il pianeta, e Vulnus, presidente della Robolab, aiuta i superstiti (Paperino, Lyla, Angus Fangus e Juniper Ducklair) guidandoli alla sala di comando della navicella spaziale evroniana e venendo poi colpito e presumibilmente ucciso dal generale Zondag. Vendor non cura molto il suo aspetto esteriore. È trasandato, molto magro e con i capelli lunghi e scompigliati, che però non riescono a nascondergli la nuca completamente pelata. Vendor infatti ha circa una cinquantina d'anni essendo coetaneo di Lyonard D'Aq. Il suo vestiario è anch'esso poco ricercato. Indossa la tipica divisa dei carcerati oppure un semplice camice da sperimentatore. Vulnus Vendor crede fermamente che l'attuale sistema capitalista su cui si basa l'economia mondiale sia la più grande piaga che abbia mai colpito l'umanità. Si poggia su delle insanabili differenze tra i Paesi ricchi consumatori e quelli poveri produttori che si accentuano sempre più con il passare degli anni. Il suo sogno è quello di abbattere tale modello economico e inaugurare una nuova era per l'umanità. Per raggiungere tale obiettivo cerca di distruggere tutte le riserve auree del pianeta, servendosi di pericolosi mutanti e marchingegni. La sua attenzione è rivolta unicamente a questo fine perciò non si sofferma a riflettere se i suoi metodi rivoluzionari possano danneggiare cose o persone. La sua pericolosità deriva proprio dal fatto che lui si crede nel giusto e lotti per il bene dell'umanità. La sua assoluta convinzione di operare secondo giustizia l'ha portato a sentirsi ingiustamente perseguitato dall'opinione pubblica, per questo è una persona solitaria, che non ricerca il contatto con altre persone. Vendor ha comunque una raffinata capacità di persuasione, riuscendo a plasmare le menti più semplici e a far loro condividere i suoi utopistici progetti. Per questo motivo è stato trasferito in un carcere speciale, dove è stata allestita una cella d'isolamento appositamente per lui, sorvegliata solo da sistemi informatici.

### Orda
L'Orda è il nome di un team di guerrieri, nemici di PK nella quarta serie, che appare negli albi PKNE #3 Il Raggio Nero e PKNE #6 Il marchio di Moldrock; insieme, costituiscono un gruppo dei sette potenti guerrieri coroniani al servizio del malvagio Moldrock. Le loro caratteristiche ricordano molto all'Ordine Nero di Thanos (personaggi della Marvel e nemici dei Vendicatori) e l'Elite di Darkseid (personaggi della DC e nemici della Justice League). A essi si aggiungono altri tre guerrieri dai nomi attualmente sconosciuti.
- Moldrock è uno dei principali antagonisti nella quarta serie di Paperinik. Appare per la prima volta nella storia Il Raggio Nero. Il suo stile e la sua corporatura fisica e imponente sono molto simili a quelli dei personaggi cattivi dei fumetti come Thanos (della Marvel) e Darkseid (della DC). Nacque nella cosiddetta Era Jainiter, quando il pianeta Corona aveva ancora solo cinque lune; a quell'epoca il pianeta era diviso tra due fazioni perennemente in conflitto tra loro nelle quali fin da piccoli i bambini erano addestrati per essere dei guerrieri. In un posto del genere non c'era posto per i deboli, i quali venivano infatti esiliati al di là di quello che era conosciuto come il Grande Deserto; a Moldrock, essendo di natura gracile e secca, toccò questo destino. La traversata fu lunga e faticosa e solo Moldrock riuscì a sopravvivere al caldo del deserto: tutti gli altri esiliati infatti morirono asfissiati durante il cammino. Anche Moldrock sarebbe stato spacciato, ma proprio mentre stava per cedere entrò in contatto con una misteriosa forza che chiamò il Raggio Nero. Nemmeno Moldrock sapeva da dove fosse venuto quel potere: forse era sempre rimasto in lui e quell'esperienza lo aveva aiutato a liberarlo, o forse era un prodigio delle stelle e lui era il predestinato. Il raggio gli donò immense capacità terraformanti che gli permisero di manipolare la materia di tutto l'universo. Giunto dagli esiliati, Moldrock imparò a controllarlo creando per loro una grande città e sostituendo le loro gracile corporature con grossi muscoli adatti a combattere. Diventato grande e venerato come un dio dagli esiliati, Moldrock reclutò i guerrieri a lui più fedeli, Egor, Goraz, Ragnar e Sharkan, e con essi marciò contro Corona riuscendo facilmente a conquistare e sottomettere tutto il pianeta, il quale lo acclamò come colui che aveva posto fine alle ostilità che a lungo lo avevano devastato. Inizialmente Moldrock si presentò come un sovrano benevolo e giusto, facendosi apprezzare dal popolo e portando con il Raggio Nero pace, prosperità e progresso; aiutò la ricerca scientifica a fare immensi passi avanti e lentamente la tecnologia coroniana si evolvette sempre di più. Ma mentre gli scienziati vedevano nella scienza un miglioramento della vita, Moldrock vide qualcosa di molto più oscuro: obbligò infatti gli scienziati a creare le prime astronavi e con un'immensa flotta conquistò migliaia di pianeti. La brama di dominio di Moldrock era insaziabile ed era pronto a raggiungere i limiti dell'universo se necessario, ma questo suo comportamento suscitò dei dubbi tra i coroniani, che iniziarono a vederlo come un tiranno. A loro insaputa, una squadra di scienziati guidata da Everett Ducklair (sotto il falso nome di Zardoz) stava cospirando per spodestarlo: Everett aveva studiato a lungo il Raggio Nero e, pur non comprendendone a fondo la natura, era riuscito a creare un congegno in grado di sopperirne i poteri momentaneamente. La squadra attese il momento propizio finché, durante uno dei suoi pubblici discorsi, colpirono Moldrock ale spalle tramortendolo, per poi fargli indossare una corona speciale che spense il Raggio Nero. Moldrock era stato battuto e senza di lui i membri dell'Orda vennero facilmente catturati. Everett imprigionò il tiranno e i suoi in uno stato di ibernazione e assunse temporaneamente il controllo di Corona, rendendo la libertà al popolo e alle altre civiltà che Moldrock aveva vinto, per poi ritirarsi e lasciare che fossero i coroniani a dirigere il proprio pianeta. Senza più il peso della responsabilità sulle spalle, Everett poté dedicarsi allo studio del Raggio Nero e per lavorare meglio creò l'universo pentadimensionale, una dimensione alternativa ove il tempo scorreva in modo bizzarro a causa del Negatachione (il seme dell'antitempo, una particella che fa passare il tempo irregolarmente), ove poté lavorare in tranquillità. A causa del differenziatore temporale, mentre per Everett il tempo non passò, per Corona e il resto dell'universo trascorrere diverse generazioni e il pianeta si trasformò nella patria della tecnologia e del progresso; Everett visse così una vita che forse non avrebbe scelto, rinunciando a tutto per proteggere Corona da quelli come Moldrock. Tuttavia un giorno, mentre era uscito temporaneamente dall'universo pentadimensionale, incontrò Serifa, e se ne innamorò a tal punto che trascurò il suo lavoro per sposarla e occuparsi delle loro figlie, Karina e Junior. Tuttavia la disattenzione che Everett poneva nei suoi studi provocò la sfiducia della regina Artana VI, la quale ordinò l'eliminazione di Moldrock una volta per tutte. Everett però non volle compiere questo folle gesto e decise di salvare la vita al suo stesso nemico, imprigionando lui e l'Orda nell'universo pentadimensionale e distruggendo il portale, per poi fuggire da Corona insieme a Karina e Junior diretto verso la Terra. Dall'altro lato, Moldrock si risvegliò dall'ibernazione e, non conoscendo i fatti, si convinse che Everett l'avesse imprigionato volontariamente, girando vendetta; tentò di fuggire creando un nuovo portale, ma a causa del Negatachione il Raggio Nero aveva perso molta della sua forza. L'Orda offrì allora a Moldrock la sua energia vitale, contando che una volta dall'altra parte il loro signore gli avrebbe liberati; tuttavia, nessuna barriera cadde e l'Orda rimase dentro Moldrock. Per lui non c'era scampo, così si rifugiò in una fortezza. Quando la Ducklair Tower è stata teletrasportata nell'Universo Pentadimensione, il malvagio Moldrock ha visto una possibilità di fuga servendosi dei suoi Super-Evroniani. Questi decide di raccontare il suo passato a Pikappa sperando di trattenerlo, ma lui e il Custode della Camera Omega sono riusciti a tornare a Paperopoli con la torre senza sapere che Moldrock aveva assunto le sembianze di Raksaka per uscire dalla sua prigione e cercare Everett per sbarazzarsene. Tempo dopo Pikappa e i Monaci hanno scoperto che Moldrock e i suoi guerrieri erano a piede libero. Bisognava fare qualcosa per fermarli, così l'eroe si reca al Pozzo per liberare il generale Trauma, ma invano. A liberarlo sono Uno ed Everett, partiti per la Terra appena il messaggio lanciato dal Protocollo Omega ha raggiunto Corona. Dopo l'ultimo scontro Moldrock scopre la verità e si pente dalle sue malefatte, chiedendo a Everett di riportarlo nell'Universo Pentadimensione con i suoi guerrieri.

- Egor è un guerriero che ha la capacità di controllare il potere del vento e dell'aria, quando vola verso i suoi nemici, per sentire e osservare che sta succedendo, avvisando il suo padrone. È l'unico guerriero a possedere dei poteri. Egor è stato uno dei sette guerrieri dell'Orda al servizio di Moldorck, finché non fu confinato nell'universo pentadimensionale da Everett. Il suo padrone, dopo averne tenuto dentro di sé l'energia vitale per millenni, lo riporta in vita perché possa servirlo nei suoi diabolici piani di vendetta. Egor è l'ultimo a entrare in scena dei quattro generali di Moldorck. Appare solo verso la fine della prima puntata della storia, quando, invisibile, scopre il piano di PK per mettere su Moldorck, la corona che inibisce i suoi poteri, e glielo impedisce materializzandosi dal nulla. Nella battaglia finale, viene sconfitto dai poteri psichici dell'evroniano Trauma, che risveglia in lui la paura del vuoto, e quindi riportato nella sua dimensione dal Priore di Dhasam-Bul, insieme agli altri tre guerrieri.

- Goraz è un guerriero che utilizza il suo martellone elettrizzante, prende sicuramente spunto alle caratteristiche dell'Astro Nero. Goraz è stato uno dei sette guerrieri dell'Orda al servizio di Moldorck, finché non fu confinato nell'universo pentadimensionale da Everett. Il suo padrone, dopo averne tenuto dentro di sé per millenni l'energia vitale, lo riporta in vita perché possa servirlo nei suoi diabolici piani di vendetta. Goraz appare fin dalla scena iniziale della storia, dove dà l'assalto al monastero di Dhasam-Bul assieme a Sharkan. Nella battaglia finale, è incaricato da Moldorck di radere al suolo il deposito di Paperon de' Paperoni assieme a Ragnar. Il guerriero viene sconfitto da Pikappa, dopo un duro combattimento, ed è poi riportato nella sua dimensione dal Priore di Dhasam-Bul, insieme agli altri tre guerrieri.

- Ragnar (pronuncia "Rag-Nar") è un guerriero che utilizza la sua efficace lancia elettrizzante, per poi staccare in due, prende almeno spunto alle caratteristiche di Gamma Corvi. Ragnar è stato uno dei sette guerrieri dell'Orda al servizio di Moldorck, finché non fu confinato nell'universo pentadimensionale da Everett. Il suo padrone, dopo averne per millenni tenuto dentro di sé l'energia vitale, lo riporta in vita perché possa servirlo nei suoi diabolici piani di vendetta. Ragnar esordisce nella prima puntata della storia, quando Pikappa, durante la sua prima spedizione nelle grotte intorno al monastero di Dhasam-Bul, dopo aver sconfitto Sharkan e Goraz, si lascia cogliere di sorpresa dalla sua improvvisa apparizione. In seguito Ragnar, assieme a Goraz, attacca il deposito di Paperon de' Paperoni, e nella battaglia mette a dura prova Pikappa, il supereroe riesce a sfuggirgli dalle sue mani solo grazie allo zio, che distrae il suo avversario sparandogli un colpo di cannone in testa. Alla fine, però, Ragnar deve cedere ai poteri psichici del generale evroniano Trauma, ed è riportato nella sua dimensione dal Priore di Dhasam-Bul, insieme agli altri tre guerrieri.

- Sharkan è un guerriero che utilizza le sue mazze inchiodanti ed elettrizzanti. Sharkan è stato uno dei sette guerrieri dell'Orda al servizio di Moldorck, finché non fu confinato nell'universo pentadimensionale da Everett. Il suo padrone, dopo averne per millenni tenuto dentro di sé l'energia vitale, lo riporta in vita perché possa servirlo nei suoi diabolici piani di vendetta. All'inizio della storia vediamo Sharkan dare il furioso assalto a Dhasam-Bul assieme a Goraz. In seguito, quando Moldorck si impadronisce di Paperopoli, il guerriero si mette alla caccia di Angus Fangus, rimasto a documentare la caduta della città; il giornalista si salva solo grazie all'intervento di Solomon Hicks. Nella battaglia finale, Sharkan viene sconfitto da Pikappa e riportato nella sua dimensione dal Priore di Dhasam-Bul, insieme agli altri tre guerrieri.

## Personaggi minori

### Adam Mood
Adam Mood è un abile programmatore, definito da Rangi "astro nascente dell'informatica e orgoglio del clan Fangus". Vuole a tutti i costi fermare i progetti di pirateria informatica del multimiliardario neozelandese Fenimore Cook e dello scienziato pazzo Ewan Loke, suo stretto collaboratore. A tal fine realizza un antivirus al potente Virus Omega creato da Loke, e lo nasconde in un CD del "Musical di Baldo l'allegro castoro".

### Arxon
Arxon è uno scienziato xerbiano: tra i pochi sopravvissuti all'invasione evroniana, fa parte dell'equipaggio dell'astronave xerbiana che Paperinik, Lyla e Urk scoprono in PKNA #19 nei pressi degli anelli di Saturno. Fa in tempo a registrare un messaggio prima che gli Evroniani invadano l'astronave e si sacrifica per permettere a Xarion di arrivare sulla Terra.

### Angela Bats
Angela Bats in PKNA #44 fa parte della spedizione terrestre sul lato oscuro della luna per la contrattazione con gli evroniani.

### Anymore Boring
Anymore Boring è un papero di bassa statura, sempre ricurvo su sé stesso e con i capelli ormai grigi. Compare nella seconda serie a fumetti PK². È alle dipendenze di Everett Ducklair con il compito di collaboratore, svolgendo gli incarichi più burocratici e formali, e per questo non si scontrerà mai con Paperinik. Ha continui scontri verbali con la collega di lavoro Birgit Q, la quale lo reputa sempre troppo prudente e poco virile. Fa la sua ultima comparsa nel penultimo numero della serie, PK² 17 - Nel fuoco, dove viene incaricato da Everett di licenziare Birgit.

### Baldo l'allegro castoro
Baldo l'allegro castoro è un castoro protagonista di immaginari cartoni animati trasmessi dall'emittente fittizia 00 Channel. Appare per la prima volta nella miniserie Angus Tales, scritta e disegnata da Silvia Ziche. In seguito, comparirà come macchietta comica in alcuni episodi della serie PK - Paperinik New Adventures e DoubleDuck: in PKNA #15 gli Evroniani dotano il loro prigioniero Brad Van Beck di un televisore per seguire i cartoni di Baldo; in PKNA #23 si scopre che Baldo è addirittura protagonista di un musical.

### Burp
Brup è un alieno di colore blu scuro; di piccola statura, spesso indossa un'armatura che lo fa apparire più imponente. Cercatore di asteroidi minerari, a quest’attività lecita ne affianca altre molto più spregiudicate, fino alle truffe vere e proprie. Ha, però, un forte senso dell'amicizia, e si dimostra un fidato compagno per Zwel e Paperinik. Noto anche come commodoro Strytula. Il personaggio è apparso nella saga Paperinik e la trasferta astrale.

### Cronocomandante
Il Cronocomandante è un comandante della Tempolizia ed è il superiore di Lyla. Non risparmia rimproveri alla sua sottoposta. Nonostante collabori con Paperinik, non si fida completamente del papero mascherato tanto che in PKNA #33 non esita a incarcerarlo e a sottoporlo a processo.

### Dan Woodstein
Dan Woodstein è il direttore del 00 Channel.

### Derrick
Derrick è un ingegnere del pianeta Shikaar e un alieno dall'aspetto vagamente insettiforme a zanzara, tiranneggiato dall'agente segreto evroniano Tuiroon nella serie di PK su Topolino Fuoriserie.

### Eugene Photomas
Eugene Photomas è un avvocato del XXIII secolo, molto basso, dotato di scarsissima memoria. Sa far funzionare un trasponditore temporale (sorta di macchina del tempo) e ricorda ogni dettaglio delle cause passate da citare ai processi, ma dimentica i nomi delle persone, dove ha parcheggiato l'auto e a volte addirittura come si chiama. Nonostante possa sembrare svampito e sprovveduto, in realtà è uno dei professionisti migliori nel suo ambito.

### Jana
Jana appare soltanto in PKNA #40: in questo albo si scopre che è cresciuta davanti al mare, ma con il sogno di volare, infatti il suo primo lavoro è stato quello di hostess. Ha i capelli viola, è macrocefala ed è alta poco più di Paperinik.

### Joshua Spider
Joshua Spader è un personaggio immaginario della serie a fumetti PK². Appare soltanto in due numeri (PK² 8 e PK² 10) ed è un detective della polizia di Paperopoli. Nei confronti di Paperinik prova sentimenti ambivalenti, simili a quelli del commissario James Gordon verso Batman: da una parte, è diffidente verso un vigilante mascherato che agisce al di fuori delle regole, dall'altra riconosce il suo prezioso contributo alla lotta contro la criminalità. Le sue caratteristiche sono praticamente simili e in comune all'ispettore Jan Clayton (uno dei protagonisti della saga Mickey Mouse Mystery Magazine).

### Lucille Bruceburton
Lucille Bruceburton (detta Lucy) è una studiosa che lavora nel continente africano, personaggio minore che compare in un solo numero. La professoressa universitaria di origine irlandese è una storica amica di Uno, di cui però non conosce la vera identità: egli le si è infatti sempre presentato come "Emil Lairduck", un fantomatico studioso statunitense.

### Norman Bates Russell
Norman Bates Russel è un contadino che lavora la terra vicino ad una base militare, in compagnia del suo cane Buck. Il suo sogno è di diventare famoso grazie a scoperte eccezionali, come tenta di fare portando una strana zucca, in realtà una spora Evroniana, a 00 Channel. Il suo nome è visibilmente ispirato al serial killer Norman Bates (personaggio del famoso film horror-thriller di Alfred Hitchcock, Psycho).

### Neopard
Il colonnello Neopard, il cui vero nome è Groft Van Moor è un extraterrestre dalle sembianze di leopardo, con un paio di occhiali da guida sempre addosso, Neopard è un mercenario che viaggia nello spazio e negli universi paralleli a bordo della sua astronave Dama Elenthari.

### Paperilla Starry
Paperilla Starry: si tratta di una famosa e bellissima attrice paperopolese che copre il ruolo della protagonista femminile di Patemi. Durante il primo numero della serie PKNA, viene salvata da Paperinik due volte dall'essere coolflamizzata.

### Porphioolon
Porphioolon, è l'unico evroniano buono, che diviene uno degli alleati del supereroe Pikappa.

### Rangi Fangus
Rangi Fangus è una kiwi neozelandese, madre del giornalista di 00 Channel Angus Fangus ed è a capo del suo villaggio a Cape Dominion. È una persona fiera, orgogliosa, brusca, decisa e dura, poco portata alla trattativa e alla diplomazia. Sotto sotto però ha un animo molto incline all'affetto materno e solo con difficoltà riesce a tenere separate le mansioni ufficiali da quelle più domestiche.

### Ray Pantha
Ray Pantha è un agente speciale della Tempolizia molto arrogante e imprudente, inviato nel XX secolo per ritrovare uno scienziato scomparso.

### Raksaka
Raksaka è un'intelligenza artificiale creata da Everett Ducklair, con il compito di sorvegliare i varchi tra universi paralleli che vengono aperti dai flussi ergogeo-dinamici con cui si alimenta la Ducklair Tower. Raksaka appare sotto forma di una statua inanimata dalle fattezze di gargoyle in PKNA #38 Nella nebbia.

### Sam Plot
Sam Plot è un personaggio immaginario delle serie a fumetti di PK - Paperinik New Adventures, è l'autore e sceneggiatore della seguitissima telenovela Patemi. Uno dei primi terrestri a essere sottoposto alla coolflamizzazione, stranamente ha visto le sue capacità inventive migliorate da questo fatto.

### Sean LeDuck
Sean LeDuck: Dopo la scomparsa di Brad Van Beck, l'attore che interpretava il protagonista di Patemi, la regia ha assegnato il ruolo a Sean, famoso attore, tanto aristocratico da essere sempre tirato al lucido. Rimasto semicoolflamizzato dagli evroniani in PKNA #0 mantiene il ruolo di protagonista della serie. In PKNA #15 viene rapito insieme al cast e reincontra il precedente attore principale, con il quale sarà costretto a condividere il ruolo di eroe.

### Sean Gottfresh
Sean Gottfresh è un politico del XXIII secolo la cui campagna elettorale. Per processare le industrie Eidolon, con un astuto stratagemma (e con l'aiuto di due droidi di classe R), riesce a fare processare Lyla, sapendo che è un'amica di Paperinik e sapendo che sarebbe venuto a testimoniare, quindi rendendo il processo più spettacolare.

### Sentinelle dello spazio
Le Sentinelle dello spazio sono una banda di avventurieri e cacciatori di taglie, prima nemici e poi alleati di Paperinik, Brup e Zel. È composta da Bietula, la leader del gruppo, dal pilota Krash lo scassatore, dal bradipo Snorket Ronfoon e dal suo socio, l'albero senziente Fiqoos. (Nell'ultimo episodio, si scopre che Fiqoos è in realtà una semplice pianta di plastica). I membri della banda sono ricalcati su quelli dei Guardiani della Galassia in Marvel Cinematic Universe, rispettivamente Gamora, Drax il Distruttore, Rocket Raccoon e Groot. I personaggi sono apparsi nella saga Paperinik e la trasferta astrale.

### Taddeo Mackerel
Taddeo Mackerel è un capitano di un peschereccio a Port Whales.

### Tarkoz
Tarkoz è un ergoniano, di aspetto simile a un evroniano a forma di uno pterodattilo. Tarkoz è frutto di una mutazione genetica e nasce su Ergon, nello stesso sistema solare del popolo Evroniano, popolo da cui prende molte somiglianze nell'aspetto. Tempo dopo Tarkoz si ritrova prigioniero su una navicella del popolo Evroniano, che fa rotta verso il Pozzo. Con lui a bordo dell'astronave ci sono anche T99 e Yak e Kurg, altri ribelli, che stanno per condividere lo stesso suo destino finché i quattro non decidono di allearsi.

### Thala
Thala è un'intelligenza artificiale creata da Everett Ducklair, con il compito di sorvegliare i varchi tra universi paralleli che vengono aperti dai flussi ergogeo-dinamici con cui si alimenta la Ducklair Tower. Thala appare sotto forma di statua inanimata dalle fattezze di gargoyle in PKNA #38 Nella nebbia.

### Trip
Trip è il figlio del Razziatore, pirata temporale del XXIII secolo, Trip è protagonista di due mini-serie: Arriva Trip!, di tre episodi, e Trip's Strip, di quattro episodi, dove il ragazzo si inventerà un supereroe tutto suo di nome TimeBoy, sulla falsariga di PK, come per esempio TB.

### Xarion
Xarion è un alieno xerbiano che appare solo in uno Speciale, anche se la sua storia dura molti anni, dalla disfatta di Xerba al suo incontro con Paperinik, tre anni dopo il suo incontro con Xadhoom. Il personaggio racconta che faceva parte dell'equipaggio dell'astronave che Paperinik scopre in PKNA #19 intorno agli anelli di Saturno, ed è l'unico sopravvissuto della medesima per merito di Arxon, che si è sacrificato per farlo arrivare sulla Terra.

### Xergal
Xergal è uno xerbiano, alieno della stessa razza alla quale appartengono la mutante Xadhoom e il suo ex fidanzato Xari. Riesce a sfuggire alla coolflamizzazione di massa e alla conseguente deportazione a opera degli evroniani. Xergal diviene quindi il leader dell'unica tra le tre astronavi xerbiane sopravvissute all'attacco degli Evroniani, ed è quindi considerato il capo dei superstiti della razza xerbiana. È un individuo anziano, molto saggio.

### Xalya
Xalya è la comandante in seconda del planetoide artificiale costruito dagli esuli evroniani nonché la nuova fidanzata di Xari.

### Xaedus
Xaedus è il padre di Xadhoom. Si è ridotto a vivere in un planetoide di frontiera dove guadagna da vivere facendo il cantastorie in un bar malfamato. Non ha dimenticato, però la figlia.

### Zeryn
Zeryn è la dolce sorella di Urk, nonché abile scienziata, acconsente a diventare l'arma definitiva contro i Vichinghi invasori, al fine di distruggere le principali armi nemiche, le Creature. Il suo potere chiamato Ragnarok, ricorda quello del potente nemico di Thor.

### Zwel
Zwel è un'aliena di colore rosa, proveniente dal pianeta Medyon, dolce, sensibile, gentile e misteriosa. Nonostante la differenza di carattere, è molto legata al suo compagno d'avventure Brup. Il suo drammatico passato viene rivelato al lettore solo nel penultimo episodio. Il personaggio femminile è apparsa nella saga Paperinik e la trasferta astrale.

## Antagonisti minori

### Ahridmadz
Ahrimadz, alias Parvi Jhadani, è un mago mediatico e stregone autentico dal quoziente intellettivo "elevatissimo e raffinato" (secondo quanto dichiarato nella sua "scheda personale" in PKNA #38). Proveniente da Khoudna, in Khoudnastan, luogo immaginario (collocato tra le montagne dell'Asia occidentale), è stato educato con i suoi fratelli in un monastero, dove ha avuto modo di conoscere pregi e soprattutto difetti della tecnologia occidentale. Raggiunto il rango di mouhad (una sorta di capo spirituale), si è reso conto di non avere più seguaci.

### Alfa Delta
Alfa Delta è un membro della marina militare ed è sorella di Bravo Delta e di Charlie Delta. Come tutta la sua famiglia, vuole impadronirsi delle armi segrete di Paperinik.

### Charlie Delta
Charlie Delta è un ex agente della PBI, è collocato a riposo insieme al suo collega Francisco De Gamma in quanto "fanatici di files 'impossibili" (così li definisce Mary Ann Flagstarr in PKNA #17), fatto accentuato dalla loro abitudine di indagare fingendosi uomini in nero. Entrambi cercano di fare fortuna indagando prima su Xadhoom poi sull'arsenale di Pikappa, in entrambi i casi con esiti fallimentari.

### Droni
Droni sono dei piccolissimi droidi molto simili dei scarafaggi o cimici, ambientati nella torre della Ducklair Tower che si trovano nei misteriosi sotterranei.

### Eric Jefferson Mitchell
Eric Jefferson Mitchell è un personaggio immaginario delle serie a fumetti di PK - Paperinik New Adventures. Capo Divisione della PBI, si allea ad una organizzazione chiamata Last Echo, al fine di raccogliere immagini top secret da usare contro Mary Ann Flagstarr e il suo collega Nimrod, che stavano eseguendo indagini su di lui. Verrà consegnato alla giustizia grazie all'aiuto di Pikappa e Uno.

### Ethan
Ethan appare solo in PKNA #40: possiede notevoli capacità paranormali con le quali mette in difficoltà Paperinik e Uno, che riusciranno a sconfiggerlo grazie all'aiuto di Jana. È figlio di Max Froud, il direttore della Factory.

### Ewan Loke
Ewan Loke è il braccio destro del multimiliardario neozelandese Fenimore Cook. Loke è uno scienziato pazzo che ha programmato Omega, un virus informatico mutageno molto potente ed insidioso, con il quale ha provato ad infettare tutta la rete informatica mondiale, per creare il caos e per poter poi ricattare il mondo in cambio dell'antivirus.

### Francisco de Gamma
Francisco de Gamma, come il suo amico Charlie Delta, è un ex-agente PBI che si dedica a ricerche su alieni e altri fenomeni paranormali. A differenza di Delta, non ha ereditato la passione dello spionaggio dalla famiglia: infatti, secondo la sua "scheda personale" (in PKNA #17) è figlio di un cantante di merengue. Il ruolo di Gamma nel "duo" di aspiranti uomini in nero è quello di inventore di armi tecnologicamente avanzate, che si rivelano poi inutili.

### Fenimore Cook
Fenimore Cook è un importante uomo d'affari a capo della Cook Ltd., un impero economico (di cui è azionista di maggioranza) che ha sede in Nuova Zelanda: personaggio spietato, crudele e senza scrupoli, sfrutta il suo potere economico e politico in ogni modo, e non è nuovo ai traffici illeciti. Il suo acerrimo nemico è Angus Fangus.

### Geena
Geena è un androide del XXIII secolo, molto simile a Lyla Lay in quanto facente parte della classe 5Y. Lavora come domestica in un lussuoso appartamento dove viene ospitato Paperinik in PKNA #5. In entrambi gli episodi in cui appare, Geena ha capelli biondi corti, pettinati indietro.

### Harald Hasting
Harald Hasting è un barone vichingo, vive nella stessa dimensione parallela da cui proviene Urk e comanda una base situata in un castello in Irlanda. L'importanza strategica della base è dovuta al fatto che lì vengono sviluppate le Creature, esseri sintetici con cui i vichinghi, nel fumetto, sono soliti attaccare gli Irochesi (si veda anche PKNA #11). Non è chiaro se Hasting muoia o no alla fine di PKNA #24. Attardatosi per recuperare un disco, contenente tutte le informazioni sullo scudo Extransformer, viene travolto da un'esplosione.

### Hired Squarie
Hired Squarie è un professore universitario laureato in Sociologia delle Leggende Metropolitane e insegna all'Università di Paperopoli. Si occupa da più di trent'anni di tutto ciò che di strano accade a Paperopoli, come "coccodrilli nelle fogne, autostoppisti misteriosi e vampiri alieni succhiaemozioni". Aiuta PK a risolvere il mistero di alcuni cittadini che si sono resi protagonisti di alcuni atti vandalici.

### Kiltor
Kiltor è un Indiano irochese, vive nella stessa dimensione parallela da cui proviene Urk. Spia dell'impero vichingo, finge di essere innamorato di Zeryn, la sorella di Urk, per rubare lo scudo di Paperinik. Non è chiaro se muoia o no alla fine di PKNA #24.

### Leonard Vertighel
Leonard Vertighel è un ingegnere complice del successo dell'industria dei droidi nel XXIII secolo. Appare solo in (PKNA #22, Frammenti d'Autunno). Nell'albo in cui appare Vertighel è chiamato a testimoniare al processo indetto sul malfunzionamento di Lyla Lay e di altri droidi dello stesso modello. Infatti è proprio Vertighel il creatore del design dei droidi di classe 5Y (quella a cui appartiene Lyla Lay). Vertighel è il più abile e fidato collaboratore di Odin Eidolon, un uomo potente e dedito solo al suo lavoro.

### Lord Walrus
Lord Walrus o Agenore Brazoff è un personaggio immaginario della serie a fumetti PK - Paperinik New Adventures. Appare soltanto in due numeri speciali ed è uno strampalato supercriminale.

### Max Froud
Max Froud è lo spietato direttore della Factory, una non meglio precisata organizzazione paragovernativa, e padre di Ethan.

### Mekkano
Mekkano è creato dall'ingegner Takeda, della fittizia azienda Animated Industries, è un robot auto-replicante progettato per esplorazioni spaziali di lunga durata, tuttavia diviene senziente dopo che il suo inventore vi installa il serbatoio di energia emozionale di Gorthan. Dopo aver raggiunto i resti di una navicella evroniana, assimilando nel frattempo ogni oggetto tecnologico con cui viene in contatto, viene privato dei serbatoi da un attacco congiunto di Paperinik e Gorthan. Riesce comunque a inglobare lo scienziato evroniano e a partire per lo spazio.

### Morgoth
Morgoth è un alieno simile a un dinosauro con le sue potenti armi mutaforma che li scaglia contro a Pikappa, ma più avanti nel tempo scoprano che era solo un sogno. Il suo nome è praticamente ispirato dall'oscuro signore Morgoth, uno dei principali antagonisti dei romanzi Il Silmarillion e Il Signore degli Anelli, ed è il maestro di Sauron.

### Nestor Grimka
Nestor Grimka è il presidente della Repubblica di Belgravia, uno staterello immaginario situato nell'Europa settentrionale, la cui politica è basata sul terrorismo e sul traffico di armi. Diverrà monentaneamente alleato di Pikappa per combattere Oberon De Spair, che ne aveva preso il posto a capo della nazione grazie a un esoscheletro con le sue fattezze.

### Oberon De Spair
Oberon De Spair è un agente del caos al servizio del governo di Belgravia. Ordina il rapimento di Morgan Fairfax dal carcere di Steel Island, interessato al Progetto Pangea dello scienziato per le sue attività terroristiche.

### Olog Hay
Olog Hay è il capo di una sacca di resistenza al signore del pianeta, che si scoprirà essere il Razziatore.

### Raznor
Raznor è un alieno che si definisce cacciatore, incaricato da uno sconosciuto Senatore Korneus, di giungere sulla Terra per recuperare un misterioso oggetto, che si scoprirà in seguito essere una macchina del tempo. Tito Faraci ha dichiarato (nella posta di PK2#1) che il suo nome è un omaggio a Trent Reznor, frontman dei Nine Inch Nails.

### Razziatori
I Razziatori sono una banda di tre potenti pirati cronotemporali al servizio di Kronin.

### Roover Antrax
Roover Antrax è uno spietato uomo d'affari di una società, di cui non è esattamente specificata la natura, ma che si trova in una crisi finanziaria pesante. Da circa cinquant'anni è ossessionato da un particolare meteorite di cui vuole sfruttare le proprietà uniche che potrebbe sfruttare per risanare la sua società creando una nuova arma.

### Rosto Gramash
Rosto Gramash è un criminale acluofobico e musofobico, durante l'evasione, insieme ad altri due criminali, Reo e Lotar, dal carcere di Sawshank, resterà isolato per mesi nelle labirintiche fogne di Paperopoli, restandone traumatizzato. Ritrovati i suoi compagni, deciderà di restare comunque nel sottosuolo per controllare le attività cittadine tramite il controllo sul cablaggio e sulle tubature sotterranee, nonché per compiere rapine altrimenti impossibili.

### Serifa Ducklair
Serifa Ducklair è la moglie di Everett Ducklair e madre di Juniper e Korinna, oltre a essere una parlamentare del pianeta Corona. Serifa compare in un unico albo: PK² 15 (Il vero nemico) in cui Everett Ducklair racconta a Juniper le scelte che lo portarono a portare via le sue figlie da Corona.

### Tyrrel Duckard
Tyrrel Duckard è un droide della Tempolizia, innamorato di Lyla Lay, rimasto intrappolato in una prigione del XXI secolo e impossibilitato a tornare a Time Ø per un particolare fenomeno che impedisce i viaggi nel tempo (la microcontrazione, vedi PKNA #43). Dopo essere fuggito dalla prigione cerca l'aiuto di Lyla per costruire una macchina in grado di riportarlo a Time Ø, che però distruggerebbe l'intero continuum spazio-temporale. Lyla e PK riescono a impedirglielo. Con la fine prematura della serie il personaggio non viene più ripreso, senza più fare apparizione. Appare anche nella terza serie, dove è un droide costruito insieme a Lyla, ma che a differenza di questa odia gli umani, a cui si ritiene superiore.

## Personaggi diDoubleDuck

### Agenzia
- DoubleDuck (nome in codice DD o anche DiDi) è il protagonista dell'omonima saga, l'altra identità segreta di Paperino, in cui è un agente segreto dell'Agenzia (una parodia del MI6), come nello stile del protagonista James Bond (Agente 007), e la sua tipica frase di presentare è "Il mio nome è Duck, DoubleDuck!".
- Kay K (nome in codice KK o anche Red Primerose), il cui vero nome è Arianna Adelaide Konnery, è una bella e misteriosa spia, ed è la protagonista femminile e antieroina. Nella prima serie si presenta sotto le spoglie di Kay K e aiuta DoubleDuck nella ricerca della talpa all'interno dell'Agenzia, che corrisponderebbe alla spia Red Primerose. Tuttavia il suo è un lavoro di depistaggio per coprire la sua vera identità, ovvero Red Primerose stesso. Sconfitta da DoubleDuck, alla fine rimane alleata dell'Agenzia e aiuta il papero agente segreto in numerose missioni successive, come nello stile delle Bond girl.
- Grande Capo: È un'entità autonoma creata dal cervello dello stesso Paperino, capo supremo dell'Agenzia. Inizialmente è un'entità sconosciuta a Paperino/DoubleDuck poiché l'agente ha perso la memoria alla fine della "Missione dei tre giorni" per via del TRB (Total Reset Button). In seguito nella serie Una missione lunga tre giorni Paperino conosce molti aspetti del suo breve passato da agente, tra cui l'identità del Grande Capo.
- Hecs X (HX): è il primo direttore dell'Agenzia, predecessore di Felino Felynis, Jay J e Head H.
- Felino Felynis: è il secondo direttore dell'Agenzia, successore di Hecs X. La memoria di ciò, al termine dell'incarico, gli è stata cancellata con il TRB (Total Reset Button), finché è cominciata a riaffiorare, e DoubleDuck ha dovuto resettargliela di nuovo.
- Jay J (JJ): è il terzo direttore (successivamente consulente) dell'Agenzia. È stato in carica fino alla serie "Cacciatori e prede", lasciando poi il proprio posto a Head H.
- Head H (HH): è il quarto direttore (in realtà ad interim), il cui vero nome é Colombus McGroat, ed è il successore di Jay J.
- B Black (BB): è uno dei migliori agenti dell'Agenzia.
- B Berry (BB): è uno dei migliori agenti dell'Agenzia.
- B Brain (BB): è un responsabile dell'area oceanica.
- 8-Otto (8O): è un agente della succursale tedesca.
- C Condor (CC): è un agente della succursale argentina.
- D Dahlia (DD): è un agente della succursale francese.
- F Frost (FF): è un agente della succursale in Alaska.
- G Gray (GG): è un agente della succursale svizzera.
- T Titan (TT): è un giovane agente della succursale italiana di Roma.
- Liz Zago: è la segretaria dell'Agenzia.
- Gizmo: è l'inventore e tecnico di tutti i gadget degli agenti dell'Agenzia.
- Qwerty: è il nuovo responsabile di laboratorio dell'Agenzia che sostituirà Gizmo.

### Antagonisti (DoubleDuck)
- Organizzazione: è una potente società criminale internazionale di spionaggio e controspionaggio che agisce contro l'Agenzia, e sono i principali antagonisti della serie. L'identità del Capo dei Capi dell'Organizzazione è stata scoperta ultimamente, in DD #15 - Il convitato di gesso, e sono apparsi alcuni membri che hanno tentato di eliminare DoubleDuck nel corso delle varie missioni da lui affrontate. Gli agenti più micidiali dell'Organizzazione vengono chiamati i Solitari, sono pezzi unici come il diamante che arrivano dal nulla, colpiscono e spariscono. DoubleDuck e Kay K devono affrontarli in DD #18 - Pole Position. Ispirandosi a questa società, nascerà l'omonima Organizzazione del XXIII secolo. Ispira una parodia della SPECTRE.
  - Capo dei Capi: è il boss principale dell'Organizzazione. Il Capo dei Capi appare per la prima volta in DD #7 - Hong Island dove Gizmo farà il doppio gioco fingendo di lavorare per lui nella sua base sotterranea su un'isola di Hong Kong. Allora il suo ruolo non era stato ancora definito e veniva genericamente chiamato "capo". Inoltre alla fine della storia sembrava essere stato arrestato dall'Agenzia, ma successivamente lo vedremo ancora libero. Nella storia ambientata nel passato DD #9 - Una missione lunga tre giorni, affiderà al baro Markovskij un 1 milione di dollari che dovrà far fruttare ad un casinò sito su isola artificiale arrivando fino a 100 milioni con cui finanziare l'Organizzazione. I suoi piani verranno però rovinati dal nuovo agente dell'Agenzia, DoubleDuck. Lui stesso proverà personalmente a sbarazzarsi di lui gettandolo in mare sulla scogliera dell'isola. DoubleDuck riuscirà a salvarsi, ma lo shock ed il successivo trattamento di cancellazione della memoria gli faranno dimenticare tutto. Solo tempo dopo, quando Paperino tornerà a vestire i panni di DoubleDuck come agente ufficiale dell'Agenzia i ricordi verranno recuperati grazie ad un procedimento inverso. Questo permetterà a DoubleDuck di riconoscere veramente lo spietato Capo dei Capi quando lo incontrerà in DD #15 - Il convitato di gesso. Mentre si trova infatti a Milano con Paperina, scoprirà che il criminale ha creato un'enorme statua di oro artificiale che è mascherata come un oggetto di scena di un'opera teatrale. L'agente intuisce che se venisse immesso sul mercato una quantità tale d'oro verrebbero stravolte tutte le quotazioni del prezioso metallo. A sua volta il Capo dei Capi riconoscerà DoubleDuck e cercherà di fermarlo dando vita ad un inseguimento rocambolesco per le vie trafficate di Milano, che si conclude in una folle corsa di tram e con il Capo dei Capi che viene finalmente arrestato dalla polizia ponendo fine alla sua carriera criminale. Non comparendo più, il suo ruolo come capo dell'Organizzazione probabilmente è passato di mano. È un personaggio freddo, spietato, diabolico e senza scrupoli che non esita a sporcarsi le mani personalmente quando lo ritiene necessario.
  - Ramiro Burton (o anche Burton Ramirez): è un ambizioso agente e uno dei capi dell'Organizzazione. Ramiro Burton è un nuovo membro dell'Organizzazione di cui viene scoperta l'identità alla fine della storia in DD #12 - Delirio su tela dove DoubleDuck recupera una microcamera che lo vedeva parlare con il miliardario e trafficante Spyros Ananassis, altro membro del gruppo. Ramiro Burton riappare con un ruolo maggiore nella successiva DD #13 - Il trionfo dell'amore dove sembra interessato ad dipinto dal titolo omonimi che si trova in un museo a Berlino. DoubleDuck, di nascosto da Kay K lo contatterà e sembrerà tradire proponendogli di far uscire il quadro dal paese per loro in cambio di un posto di comando. In realtà, come DoubleDuck confesserà alla collega, si tratta di un piano ideato dal Grande Capo dell'Agenzia per capire l'interessamento per il quadro. Quando l'intervento di 8-Otto permetterà ai due agenti di salvare il quadro dagli uomini di Burton, si scoprirà che nell'imballaggio del dipinto si nascondeva la kommand key, una chiave elettronica che controlla l'apparato elettronico dell'Organizzazione ed avrebbe permesso a Burton di assumerne il comando. Il piano era farle passare la frontiera per poi recuperarla con calma.
  - Ken Okosawa: è un agente cinese e uno dei capi dell'Organizzazione. Ai vertici dell'Organizzazione, il ruolo di Ken Osokawa è quello di trovare i soldi per finanziare le loro operazioni. Ken Okosawa appare per la prima volta in DD #20 - Mnemon come capo dell'omonimo progetto volto a estorcere denaro per l'Organizzazioni ai danarosi clienti del Magnolia Resort a cui vengono impiantati dei falsi ricordi di atti criminosi con cui ricattarli. La macchina innesta-ricordi, creata da un ricercatore messo a dirigere il resort, verrà poi distrutta da DoubleDuck giunto in missione con Kay K e B Berry. Ken Okosawa ritorna nella successiva DD #21 - Unknown dove rapisce diversi membri di Unknown, un gruppo di hacktivisti (hacker + attivisti) che usano le loro abilità informatiche per proteste civili e ambientaliste. Con lo scopo di creare un centro di "cracking" mondiale, Ken stabilirà una sede a Hong Kong e userà una multinazionale cinese come copertura mentre gli hacker vengono costretti a commettere furti telematici ai danni di colossi bancari. Uno dei membri di Unknown, Irma Boots comincerà a cercare i suoi compagni e sulle sue tracce si metteranno l'amica Kay K e DoubleDuck. Ken invierà così il suo agente Billy Chung che si spaccerà per un altro membro di Unknown. Irma e i due agenti vengono così attirati in una trappola. Tuttavia Doubleduck aveva scoperto la verità su Billy ed avvertito la polizia cinese che interviene a liberare tutti ed Okosawa viene arrestato.
  - Ferenc Rodna: è uno dei capi dell'Organizzazione.
  - Morgan Wolf: è un capo-operazioni dell'Organizzazione nel Regno Unito, apparso in DD #19 - Calcio d'inizio.
  - Felipe: è un agente dell'Organizzazione, apparso in DD #9 - Una missione lunga tre giorni. Quando l'Organizzazione ingaggia il baro Markovskij per trasformare 1 milione di dollari in 100 milioni giocando ai vari tavoli di un casinò illegale sito su un atollo artificiale, Felipe viene assegnato alla sua sorveglianza in modo che non gli venga in mente di scappare con i soldi. I due fanno la conoscenza del giocatore Hook che in realtà è DoubleDuck (alla sua prima missione) scoprendo come riesce a vincere. Felipe viene distratto da Lady L, agente mandata in appoggio a DoubleDuck, ed i soldi guadagnati da Markovskij vengono rubati da DoubleDuck. Questi però propone al Capo dei Capi dell'Organizzazione, tramite Felipe, di sostituire il baro. E Felipe sbatte così fuori Markovskij. In seguito DoubleDuck si ritroverà con diversi nemici tra cui Lady L che ha tradito l'Agenzia e provato a rubare i soldi. Così farà credere a Felipe che la ragazza abbia rubato i soldi mentre a sua volta farà credere a Markovskij che i soldi ce li abbia Felipe dicendo che ha finto solo di essere stupido. Grazie alle azioni di DoubleDuck, alla fine Felipe verrà arrestato insieme a tutti gli altri.
  - Billy Chung: è un giovane agente dell'Organizzazione, apparso in DD #21 - Unknown.
  - Victor Markovskij: è un giocatore d'azzardo professionista, nonché membro dell'Organizzazione, apparso in DD #9 - Una missione lunga tre giorni. Il baro Markovskij viene ingaggiato personalmente dal malvagio Capo dei Capi dell'Organizzazione per trasformare un milione di dollari in cento milioni giocando ai vari tavoli di un casinò illegale sito su un atollo artificiale. L'Organizzazione lo fa accompagnare da un bruto, il cui nome è Felipe, per controllare Markovskij evitando che prenda iniziative personali e scappi con i soldi. Sull'isola, Markovskij conosce Hook, un noto giocatore che in realtà è DoubleDuck in missione (la prima) sotto copertura proprio per seguire il baro e scoprire per chi lavora. Le vincite di "Hook" attirano l'attenzione di Markovskij che scopre senza troppe difficoltà che non è chi dice di essere e gli ruba gli occhiali speciali che DoubleDuck usava per vincere. Markovskij comincia così ad accumulare milioni attirando l'attenzione della sicurezza del casinò. Grazie all'aiuto di Lady L, DoubleDuck riesce ad entrare di nascosto nella stanza di Markovskij prendendo i soldi e rinchiudendolo nell'armadio per poi proporsi come sostituto all'Organizzazione tramite Felipe. Markovskij viene buttato fuori, ma più tardi ritorna a minacciare DoubleDuck rivolendo i soldi. Il papero, avendo già avuto problemi con Lady L e J. Carver, gli fa credere che Felipe li abbia rubati fingendo di essere uno stupido. Grazie alle azioni di DoubleDuck, Markovskij verrà arrestato insieme a tutti gli altri. Lo stile di Markovskij è perlomeno ispirato da Le Chiffre, il principale antagonista del romanzo e del ventunesimo film di 007, Casino Royale.
  - Spyros Ananassis: è un miliardario e trafficante d'armi e di opere d'arte, nonché membro dell'Organizzazione, apparso in DD #12 - Delirio su tela.
  - Charlie: è un tecnico al soldo dell'Organizzazione, apparso in DD #26 - Come un gioco. Charlie in passato era fidanzata con Red Primerose che all'epoca adottava il falso nome di Julia. I due si sono poi lasciti quando si è reso conto che la ragazza lo stava manipolando. Nel presente, Kay K riallaccia i rapporti con lui quando DoubleDuck cade in una trappola dell'Organizzazione ritrovandosi addosso un orologio speciale che scarica i dati dal suo cervello ad un loro computer remoto e non può essere tolto senza prendere la scossa. Essendo un esperto di elettronica, Charlie indicherà come ditta creatrice dell'orologio la giapponese Tecnoko, sita a Tokyo. Si scoprirà che in realtà Charlie lavorava lì prima di essere licenziato dal suo boss Hiroshi per spionaggio industriale e, giunto a Paperopoli, ha modificato l'orologio per conto dell'Organizzazione. Tuttavia, vedendo le potenzialità della sua invenzione, ha indirizzato i due agenti dal suo vecchio capo convincendolo a riassumerlo pensando di vendere l'invenzione a diversi gruppi criminali. I due cattureranno DoubleDuck tradendosi nel parlare troppo su come raggirare anche l'Organizzazione e, quando cercheranno di uccidere il papero per stoppare il download, verranno fermati da Kay K che costringerà il suo ex a rivelargli come disattivare l'orologio (tramite il gelo) ed arresterà sia lui che Hiroshi.
- Divisione: è una società di spie mercenarie pronte a rivendere le informazioni al miglior offerente e agiscono anche contro l'Agenzia.
- Eletti: è una setta di confratelli con l'obiettivo di distruggere l'umanità.
- Direzione: è un organismo di burocrati che sostituisce l'Agenzia.
- Actinia: è una nuova organizzazione criminale di controspionaggio.
- Marlo Burke: è un signore del crimine di Paperopoli, apparso nella prima storia. Dopo una missione prova che DoubleDuck supera in maniera brillante, Jay J gli illustra la sua vera missione: recuperare un portatile contenente la lista di tutti membri dell'Agenzia, di cui è in possesso Marlo Burke, un ricco e potente criminale, che sembra essere anche implicato nel rapimento di B Berry, la spia dell'Agenzia a cui era stato affidato il portatile. La missione viene superata con successo, nonostante DoubleDuck venga scoperto dagli uomini di Burke. Burke non si perde d'animo e volendo scoprire di più sull'identità di Doubleduck manda alcuni suoi uomini a seguirlo. Successivamente Doubleduck entra in possesso del CD su cui sono contenuti i nomi degli agenti dell'Agenzia, prima in mano a B Berry, che si pensa abbia tradito l'agenzia, e che a quanto pare è in contatto con l'agente B Black, finendo per essere stordito da uno degli uomini del boss criminale che si era invece spacciato per un agente PBI in incognito e di cui DoubleDuck si era fidato. Dopo aver stordito il papero gli uomini di Burke si dirigono verso il cottage del loro capo, con a bordo anche Kay K, appena rapita. Doubleduck raggiunge il cottage, pronto a salvare l'amica, e sperando di ottenere un effetto sorpresa entra dal retro dove però ad aspettarlo c'è Burke assieme ai suoi scagnozzi. Arrivano quindi in loro aiuto anche B Berry e B Black sperando di impedire che Burke entri in possesso delle informazioni dell'Agenzia. A questo punto però Burke decide di abbandonare il suo scopo, perché il suo tecnico aveva appena scoperto che il CD non conteneva la tanto ricercata lista, ma solo un algoritmo complesso utilizzabile per forzare il computer centrale dell'Agenzia. Il personaggio prende spunto, nelle sue sembianze, ma anche nel carattere, dal famigerato signore del crimine di New York, Kingpin: personaggio della Marvel, e nemico di Daredevil e dell'Uomo Ragno.
- Jana Smirnov: è un'agente dell'Agenzia diventata totalmente malvagia, corrotta, assetata di vendetta nei confronti di Felino Felynis, apparsa in DD #4 - Total Reset Button. Jana Smirnov è una ex spia dell'Agenzia. Durante una missione, Jana venne scoperta da spie nemiche e dovette tornare al suo elicottero. Ma il suo direttore di allora, Felino Felynis, decise di abbandonarla. Jana riuscì a sopravvivere e decise di vendere segreti ai nemici dell'Agenzia e formare una rete di spie mercenarie per vendicarsi di Felino Felynis. Quando viene a sapere che il suo ex capo sta iniziando a recuperare le memorie del suo tempo trascorso presso l'Agenzia prima di subire il reset totale, lo raggiunge per catturarlo e costringerlo a rivelare i suoi segreti. Ma DoubleDuck riesce a salvare Felino Felynis e convincerlo a sottoporsi ad un nuovo reset promettendogli che Jana non l'avrebbe più ritrovato. Quest'ultima ruba il dispositivo utilizzato per cancellare la memoria pensando che nasconda la memoria di Felino, ma in realtà era solo un trucco di DoubleDuck e l'oggetto non solo non contiene la memoria, ma è anche inservibile.
- Gomes: è uno spietato sicario incaricato di uccidere DoubleDuck. Gomes viene incaricato di uccidere DoubleDuck dopo gli eventi della prima missione del papero. In DD #4 - Total Reset Button cercherà di ucciderlo ad Il Cairo, in Egitto, mentre DoubleDuck era impegnato in una missione. DD riuscirà a sfuggirgli pensando fosse un complice di Jana Smirnov, ma tornato in sede scoprirà che Gomes smebra essere un agente messo sotto contratto dall'Agenzia. Gomez ritonerà all'attacco in DD #6 - Cacciatori e prede mentre DoubleDuck era impegnato in un'esercitazione ideata dal nuovo capo Head H (in realtà un'operazione segreta). Faccia a faccia, Gomez confesserà di essere stato ingaggiato da un pezzo grosso all'interno dell'Agenzia. Grazie anche all'aiuto di Kay K, DoubleDuck riuscirà ad evitare la morte e metter k.o. il sicario. I due lo rinchiuderanno in un furgone per interrogarlo in seguito, ma alla fine verrà ritrovato senza memoria dopo essere stato sottoposto al reset mnemonico.
- Lady L: è un'agente avida e corrotta dell'Agenzia, apparsa in DD #9 - Una missione lunga tre giorni. Lady L viene inviata da Hecs X per aiutare DoubleDuck nella sua prima missione che era seguire un baro, Markovskij, che era stato ingaggiato dal gruppo criminale noto come Organizzazione per vincere una grossa cifra, in un casinò clandestino situato su un isolotto artificiale. Lady L si infiltrerà come croupier ed interverrà in aiuto di DoubleDuck quando la sua copertura sembrerà essere saltata. Tuttavia alla prima occasione lo tradirà, interrompendo le comunicazioni con l'Agenzia e tentando di derubarlo dei soldi guadagnati al casinò da Markovskij che DoubleDuck gli aveva sottratto. Il motivo è che si ritiene oltraggiata da fatto che il direttore abbia affidato la missione a DD, un principiante, e non a lei relegandola ad un ruolo secondario. Verrà però imbrogliata da DoubleDuck che aveva messo della carta straccia nella valigia e finirà messa nel sacco e arrestata insieme a tutti gli altri avversari della storia.
- J. Carver: è uno spietato e pericoloso mercenario dell'Agenzia, apparso in DD #9 - Una missione lunga tre giorni. J. Carver era stato ingaggiato dall'Agenzia che necessitava di un collaboratore esterno. Carver comunicava con l'Agenzia tramite e-mail in postazioni pubbliche, ma per un equivoco la sua viene occupata da Paperino che ne prenderà il posto diventando DoubleDuck. Carver non accetterà un simile smacco e seguirà DoubleDuck su un'isola artificiale (dove sta svolgendo la sua missione) per ucciderlo personalmente. Il papero cercherà di corromperlo con una valigia piena di soldi vinti al casinò dell'isola. Carver fingerà di accettare, ma DoubleDuck blufferà parlando di un esplosivo presente nella valigia che si attiva se scassinata. Indirizzerà Carver nella palestra del casinò dove ha nascosto la combinazione per poi riprendersi la valigia fingendosi un agente di sicurezza. Carver viene rinchiuso in uno sgabuzzino ed il suo fato è sconosciuto.
- Karl Kriegmann: è il barone tedesco, apparso in DD #14 - Agente Zero.
- Holly Lulamy: è la migliore agente della Divisione, apparsa in DD #16 - La macchina delle nuvole. Holly Lulamy è apparsa nella storia DoubleDuck - La macchina delle nuvole. In Germania riesce ad avvicinarsi a DoubleDuck, che sta indagando riguardo ad un pericoloso esperimento che l'Organizzazione vorrebbe compiere. Si spaccia per una giovane giornalista innamorata del mondo dello spionaggio e grazie alla sua spontaneità e simpatia riesce a ingannare Paperino e a collaborare con lui. Al termine dell'avventura Holly si rivela per quello che è: un'abilissima spia molto astuta, che conosce tutti i trucchi del mestiere e che non ha nessun rimorso a rivendere pericolosi segreti a gente privi di scrupoli. DoubleDuck la riesce a disarmare e a catturare. È tuttora in stato di arresto.
- Daniel Sinclair: è un agente corrotto appartenente ai Servizi Segreti Britannici, apparso in DD #16 - Codice Olimpo. Daniel Sinclair viene assegnato dal direttore dell'MI-XX alla collaborazione con DoubleDuck e Kay-K. I tre devono ritrovare il Codice Olimpo (rubato da Gizmo), dispositivo destinato alla Repubblica di Belgravia e si infiltrano tra gli inservienti dei Giochi olimpici che stanno per tenersi a Londra. Sinclair entra subito in competizione con DoubleDuck denigrando la sua competenza di agente mentre è fin troppo carico di attenzioni verso Kay che è molto infastidita da lui. In realtà Sinclair si rivelerà essere un traditore in accordo con i suoi complici all'interno dell'MI-XX, la segretaria Miss Pennymoon (che è anche la sua amante) ed il Professor Brain. Sinclair aveva rapito Gizmo ed aveva poi rubato il Codice Olimpo (codice necessario per il programma dei Belgraviani per la creazione di supersoldati) assumendo le sue fattezze. Sinclair rapisce Kay ed i tre criminali si radunano su un aerostato in partenza dove è rinchiuso anche Gizmo. DoubleDuck riesce a raggiungerli e nella colluttazione che ne consegue, l'aerostato precipita nel fiume mentre DoubleDuck e Sinclair si affrontano sul London Eye. Sinclair viene sconfitto ed arrestato assieme ai suoi complici.
- Miss Pennymoon: è un'agente corrotta appartenente ai Servizi Segreti Britannici, amante di Sinclair, apparsa in DD #16 - Codice Olimpo.
- Professor Brain: è l'inventore dei congegni del MI-XX, alleato di Daniel Sinclair e Miss Pennymoon, apparso in DD #16 - Codice Olimpo.
- Professor Wessner: è la guida suprema degli Eletti.
- Wyle Y: è il direttore della Direzione. Quando l'Agenzia verrà chiusa perché ormai considerata troppo dispendiosa, il suo posto verrà preso dalla Direzione, organismo composto da un gruppo di burocrati convinti di poter combattere i cattivi stando seduti in poltrona. Wyle Y, passacarte senza esperienza, ne verrà messo a capo ed adotterà metodi assurdi per combattere il crimine (come mandare e-mail di diffida a trafficanti d'armi) ma, peggio ancora, deciderà di rintracciare tutti gli agenti (incluso DoubleDuck) e rendere pubbliche le loro identità per questioni di "trasparenza". Mentre alcuni (come B Black e B Berry) accetteranno di diventare semplici agenti della sicurezza altri cercheranno di sottrarsi come DoubleDuck, intento a proteggere la sua identità civile. Smascherare l'agente diventerà uno degli obbiettivi principali di Wile Y. DoubleDuck però, con l'appoggio della nuova Agenzia (riaperta in clandestinità da Liz Zago), riuscirà ad infiltrarsi nella sede della Direzione criptando l'elenco degli agenti e rendendo lui e gli altri agenti ancora nascosti non più rintracciabili.

### Altri personaggi
- Abel Konnery: è un ladro internazionale, padre di Kay K.
- Josephine Lagardere: è la madre di Kay K.
- Irma Boots: è un hacker professionista, amica di Kay K.

## Organizzazioni
- Robolab: nella prima serie appartiene a Odin Eidolon, esiste unicamente nel futuro ed è la società che crea tutti i droidi del futuro, compresi quelli della Tempolizia. In una storia, a causa di un'alterazione temporale, la società viene fondata e diretta da Paperino. Nella terza serie, la Robolab esiste nel presente e sembra essere diretta dalla perfida Birgit Q, anche se non si è sicuri di questo. Continua a produrre robot, soprattutto da battaglia, e non esita a impadronirsi di tecnologie aliene, non curandosi della loro eventuale pericolosità. Ha stretto accordi con la grande malavita paperopolese, per assicurarsi il controllo del crimine di Paperopoli. Verrà sempre ostacolata da PK, ma la sfida tra PK e la Robolab verrà interrotta dalla chiusura della serie.
- Il Paperopoli Bureau of Investigation o PBI appare per la prima volta in PKNA #4 e il suo membro più importante è Mary Ann Flagstarr. Evidente parodia dell'FBI, il PBI ha sede nel quartiere fittizio di Quacktico.
- Tempolizia: forza di polizia che si occupa di controllare il continuum spazio-temporale; nemico della Tempolizia è l'Organizzazione, corpo che sorveglia il regolare corso della storia. Nella prima serie, PKNA, l'esistenza della Tempolizia si scopre nell'albo PKNA Numero 0/2 - Il vento del tempo: Lyla Lay rivela a Paperinik di essere una tempoliziotta venuta dal XXIII secolo. Alla fine della storia si scopre inoltre che la papera è in realtà un robot: infatti le epoche storiche da sorvegliare sono troppe per agenti "in carne ed ossa". Per questo motivo i tempoliziotti possono essere sia umani che droidi: in genere i droidi lavorano come guardiani, mentre gli umani veri e propri intervengono solo in caso di necessità (ad esempio, alla fine dell'albo indicato, intervengono per catturare il Razziatore). A quanto detto dalla Organizzazione, la Tempolizia non è in grado di compiere viaggi nel futuro, a differenza dell'organizzazione malavitosa. Nella seconda serie la Tempolizia non svolge alcun ruolo nella trama, essendo i viaggi nel tempo impossibili a causa del fenomeno della microcontrazione. Le uniche eccezioni sono rappresentate da Lyla Lay e da Tyrell Duckard, anche se le loro azioni esulano dalla mansione di tempoliziotti. La presenza di Duckard riprende però per un solo numero (PK² 5) il filone spazio-temporale della trama che tanto era stato sfruttato nella prima serie, PKNA. Nella terza serie, PK - Pikappa, la Tempolizia è simile a quella delle serie precedenti, ma non utilizza più i droidi.

## Tecnologia
- Pi-kar: Inventata e realizzata dallo scienziato Everett Ducklair, è in grado di volare e, come lo scudo Extransformer, ha incorporate decine di raggi e armi ed è in grado di autoripararsi. Può essere pilotata e gestita a distanza da Uno. Fa la sua prima apparizione nel numero Zero/3, quando viene data a Paperinik da Uno per sostituire la 313-X (la macchina di Paperino modificata da Archimede Pitagorico nelle storie di Paperinik), che dopo una caduta (causata dalla futura alleata Xadhoom, che lo ha scambiato per un Evroniano) era a riparare: Paperino, per non svelare di essere Paperinik, prima di chiamare il meccanico ha dovuto smontare tutti i congegni installati sulla 313. La Pi-kar appare la prima volta di colore verde militare, quando Uno la mostra a PK, definendola un prototipo di Everett Ducklair. Successivamente Paperinik la ridipingerà di colore rosso e giallo. Da quel momento la Pi-kar diventa il principale veicolo di PK (sugli altri periodici Disney il mezzo di Paperinik resta la 313-X); ricorda molto la Batmobile di Batman. Nella quarta serie usa una super-moto volante.
- Cronovela: è un congegno che modifica il tempo usando l'energia cronale di un "tornado temporale" (PKNA) o usando due magneti di potenza altissima (PK). Il primo a costruirla pare sia stato il Razziatore ma il primo a metterla in funzione è Paperinik, in realtà solo per sfruttare la potenza del motore a magnetismo. La cronovela in PK - Paperinik New Adventures è di dimensioni ridotte; viene mostrata come una scatola grande poco più del palmo della mano di Paperinik stesso. In PK - Pikappa è molto ingombrante, dovendo contenere almeno tre persone, indispensabili per azionare i vari meccanismi. Nella storia "Ultimo minuto" della miniserie Arriva Trip! (PKNA #15), appare la cronovela da polso, portatile e più facile da usare della normale cronovela. Permette di viaggiare nel tempo per soli quindici minuti.